# Scultura romanica

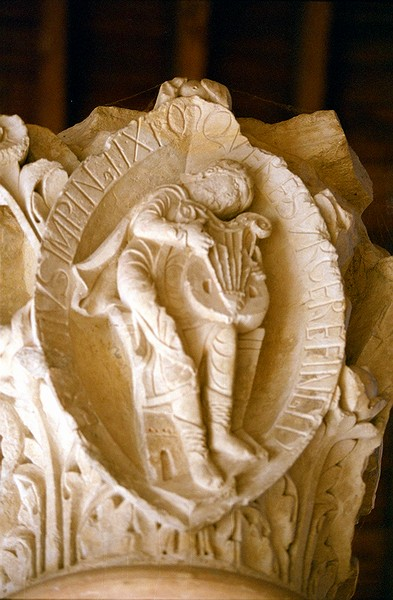
Capitello di Cluny

La scultura romanica fu una delle più importanti attività artistiche dell'arte dell'epoca in Europa, sviluppatasi tra l'XI e, a seconda delle diverse zone europee, il XII secolo o la prima metà del XIII.
In particolare è importantissima la ripresa della scultura su scala monumentale avvenuta in quel periodo, essendo fino ad allora stata relegata (almeno a guardare le opere che ci sono pervenute) a lavori minuti o di aspetto calligrafico, quali avori, oreficerie, scultura su capitelli, ecc., sebbene ci fosse stata qualche naturale eccezione.
La scultura romanica si sviluppò quale corredo dell'architettura, decorando capitelli, architravi e archivolti di finestre e portali. In particolare cambiò anche il pubblico che fruiva delle rappresentazioni, non essendo più una ristretta élite ecclesiastica o imperiale, ma un ben più ampio bacino di persone di strati sociali e culturali diversi. La diffusione ad ampio raggio di questi fenomeni artistici fu conseguenza del boom tecnologico e demografico dopo l'anno Mille e della diffusa mobilità di merce e persone (si pensi anche ai pellegrinaggi).
La ripresa della scultura monumentale ebbe come centri di irradiazione soprattutto Tolosa, Moissac e la Borgogna in Francia, Modena in Italia, le regioni toccate dal Cammino di Santiago in Spagna. Grazie a svariate influenze gli scultori seppero creare un repertorio del tutto nuovo, non legato a modelli e iconografie della scultura classica, interpretando liberamente secondo sotto-scuole regionali. Importante è anche la consapevolezza che gli artefici ebbero, a partire da questo periodo, del loro ruolo e della loro opera, tanto da firmare di frequente le loro opere, affiancando anche al loro nome il titolo di magister.
Un esempio di come le maestranze si muovessero con facilità in tutta Europa è dato dagli spostamenti del cosiddetto Maestro di Cabestany, attivo nella seconda metà del XII secolo, che dalla propria regione, il Rossiglione, si mosse radialmente in Francia (Linguadoca), in Spagna (Catalogna e Navarra) e in Italia (abbazia di Sant'Antimo e San Casciano in Val di Pesa).

## Scultura romanica in Europa
Nell'iconografia della chiesa romanica sono presenti temi delle storie sacre ma anche temi laici e profani. Riaffiorano soggetti della tradizione iconografica pagana (le storie di Ercole, il labirinto, le favole di Esopo e Fedro, geni funerari, centauri, sfingi, vittorie alate, leoni) e si affermano quelli della contemporanea letteratura cavalleresca (le storie del ciclo carolingio e del ciclo bretone). E si crea un repertorio iconografico relativo ai cicli stagionali dei lavori agricoli e ai mestieri degli artigiani: tipica la sequenza dei dodici mesi dell'anno, rappresentati dai simboli dello Zodiaco e dalle attività contadine, oppure la serie dei mestieri. Queste immagini di vita quotidiana coesistono con le raffigurazioni di un mondo irrazionale e fantastico: mostri, draghi, sirene. Tutto si compone in un patrimonio culturale unitario, in cui - sia pure a diversi livelli di approfondimento - ciascuno poteva riconoscere la propria esperienza reale e quotidiana e vedere tradotti in forme visibili i princìpi della fede insieme alle speranze e alle paure dell'ignoto".
Va altresì ricordato che anche nella letteratura medievale sono presenti molte figure mitologiche ed animali che sono allegorie di peccati, vizi e virtù (si pensi alla Commedia di Dante). Troviamo così le virtù cardinali (sapienza, giustizia, fortezza, temperanza) e le virtù teologali (fede, speranza, carità), ma anche le sette Arti liberali cioè le arti del Trivio (grammatica, dialettica, retorica) e le arti del Quadrivio (aritmetica, geometria, astronomia, musica).
Le fonti delle fantastiche sculture romaniche sono molteplici: la mitologia greca e romana, il Physiologus (trattato di storia naturale moralizzata composto ad Alessandria d'Egitto alla fine del II secolo), i bestiari occidentali e quelli di origine orientale, il viluppo animalesco dell'arte dei barbari Germani (per esempio dei Longobardi) che a sua volta riprende i motivi dell'arte dei popoli delle steppe (Sciti). Molto frequenti sono le figure mostruose e fantastiche derivate dalla fusione di teste e membra umane e animali: sono i grilli e le drôleries derivati dalla glittica greca e romana nonché dalla libera reinterpretazione di motivi dell'arte islamica, indiana e cinese (ad esempio i diavoli con ali di pipistrello sono derivati dai draghi cinesi).
Spesso appare l'immagine del pavone, anche sui sarcofagi. Essa è simbolo di immortalità, poiché le sue carni si ritenevano immarcescibili. In base alla credenza secondo la quale il pavone perde ogni anno in autunno le penne che rinascono in primavera, l'animale è diventato simbolo della rinascita spirituale e quindi della resurrezione; inoltre i suoi mille occhi sono stati considerati emblema dell'onniscienza di Dio e le sue carni erano ritenute incorruttibili. Il gallo invece, che canta all'alba al sorgere del sole, è ritenuto simbolo della luce di Cristo.. Frequenti sono anche i leoni stilofori. La scultura romanica presenta una sensibilità tormentata che rappresenta soprattutto i temi più drammatici della religione cristiana: pene infernali, vizi, apocalissi, giudizio universale.
Nella narrazione figurata presente su portali, pareti, amboni, capitelli, si prediligono personaggi ed episodi del Vecchio Testamento e del Nuovo Testamento "in un parallelismo che è cardine dottrinario della riforma partita da Cluny".

### Germania e Paesi Bassi

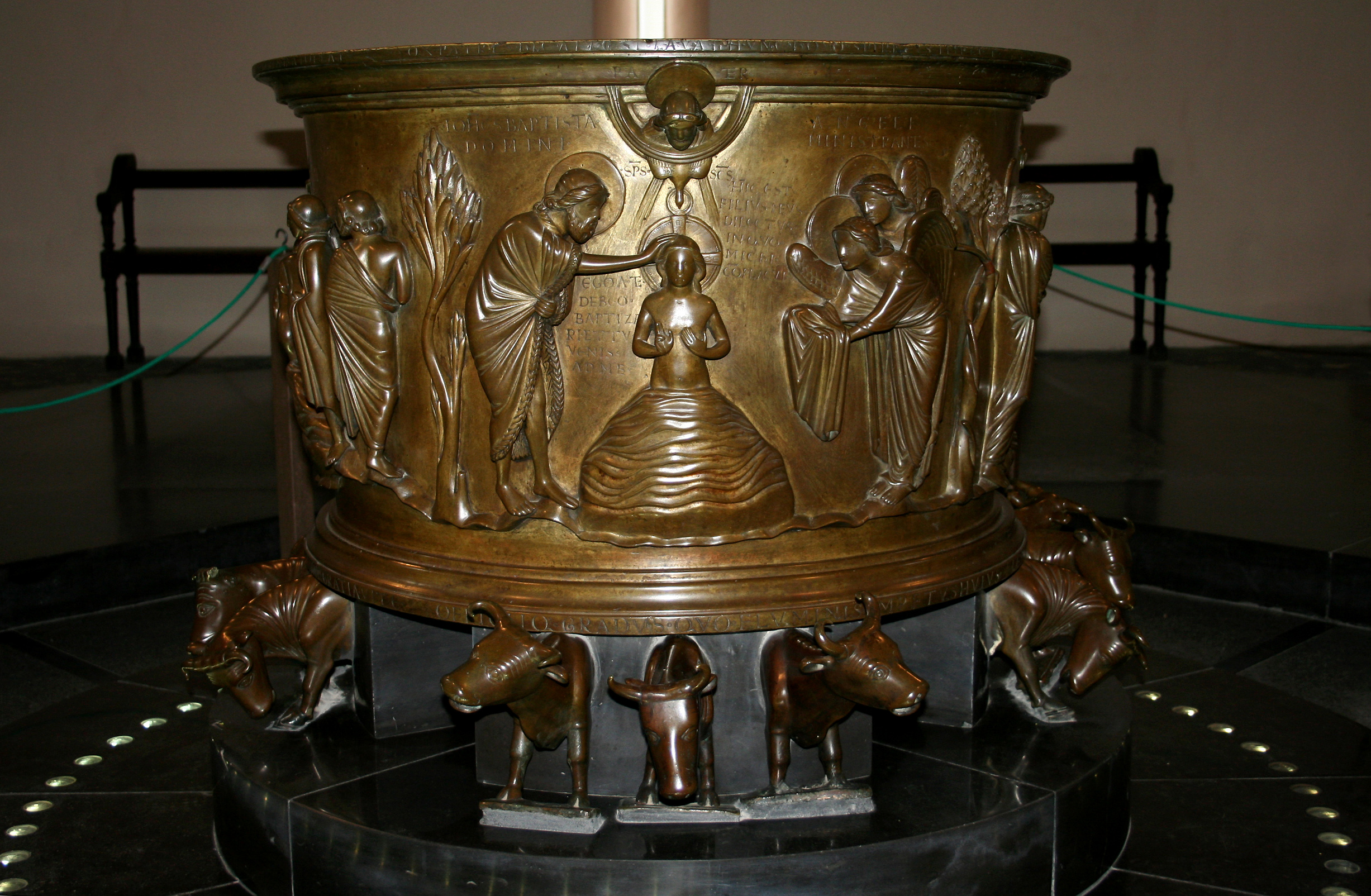
Battistero di Saint-Barthélemy a Liegi

La Germania rimase legata all'autorità imperiale che ancora era una presenza politica effettiva, a differenza di altre regioni europee, ed anche l'arte, compresa la scultura, si incamminò senza sbalzi nel sentiero già tracciato dall'arte carolingia ed ottoniana. Non si ebbe scultura monumentale applicata agli edifici, ma restò vitale la grande tradizione dei laboratori di oreficeria e di scultura su metallo, dai quali uscirono preziosi reliquiari, dossali, altari portatili ed altri oggetti liturgici di altissimo livello.
I centri principali di tale attività erano concentrati nella regione della Mosa, ma anche ad Aquisgrana, a Colonia, ad Hildesheim e nei vicini Paesi Bassi. Nelle opere di maggior pregio i temi bizantini ed ottoniani venivano reinterpretati secondo un maggior senso plastico, come nella fonte battesimale fusa in ottone della chiesa di Saint-Barthélemy a Liegi, fuso da Renier de Huy tra il 1107 e il 1118.

### Borgogna

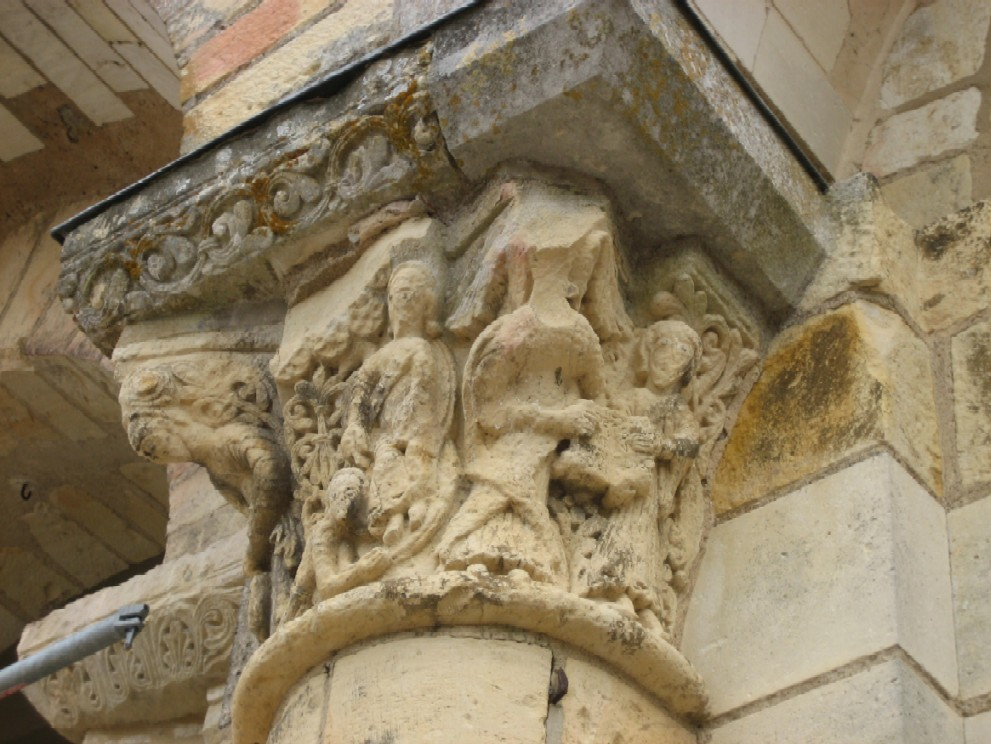
Capitello di Saint-Benoit-sur-Loire

La Borgogna, in Francia, fu uno dei precoci esempi di ripresa della scultura monumentale.
A Digione i capitelli della scomparsa chiesa di Saint-Benigne (XI secolo) mostrano ancora un certo impaccio nel rappresentare la figura umana, per la mancanza di modelli (a differenza delle figure zoomorfe e vegetali che venivano copiate dalle stoffe sasanidi).
Prima della scuola legata all'abbazia di Cluny si può individuare un precedente nei capitelli della torre-portico dell'abbazia di Saint-Benoit-sur-Loire, presso Orléans, di datazione piuttosto controversa, ma forse di un decennio anteriori a quelli del deambulatorio di Cluny III' (risalenti al 1095 circa). Qui al pian terreno i capitelli sono decorati a foglie d'acanto e volute da un ricco traforo, mentre al primo piano sono già istoriati, con scene apocalittiche e figure di santi dalla volumetria meglio abbozzata.
I luoghi della scultura monumentale in Borgogna sono essenzialmente tre: Cluny, Autun e Vézelay.

#### Cluny
A "Cluny III" i capitelli più antichi si trovavano nel deambulatorio e risalgono a prima del 1095 (oggi ne restano otto). L'ingresso era affiancato da due semicolonne, che presentavano due capitelli istoriati, uno con il Peccato dei progenitori e l'altro con il Sacrificio di Isacco. Sugli altri capitelli era raffigurato una sorta di compendio del sapere medievale, con vari soggetti: un capitello corinzio che dimostra una notevole comprensione dell'arte antica, uno con atleti, uno con un apicoltore, una serie con le virtù teologali e cardinali, uno con una raffigurazione della Primavera, uno dell'Estate, uno con i Fiumi del Paradiso (allegoria dei quattro vangeli) e una serie con gli otto toni del canto gregoriano. La grande varietà di temi era bilanciata anche dalla notevole varietà degli schemi entro i quali erano scolpite le raffigurazioni: si va dalle mandorle con figure intere di personaggi, ad altri dove l'istoriazione non ha soluzione di continuità.

#### Autun

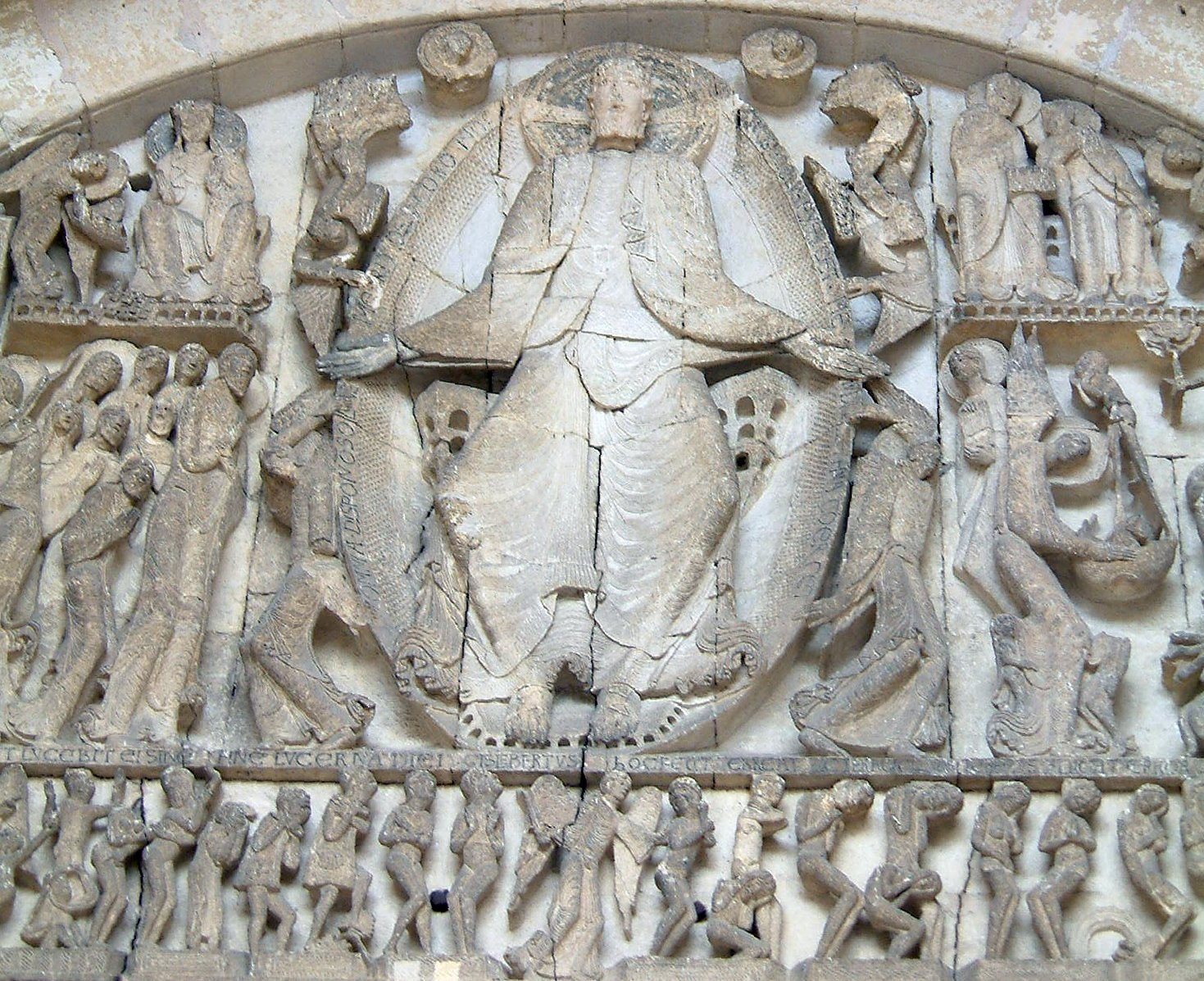
Il timpano del Giudizio finale di Autun, dettaglio, 1130 circa

Ad Autun presso la cattedrale di Saint-Lazare lavorò un Maestro Gislebertus che firmò il timpano del portale con il Giudizio finale (1130 circa), con figure allungate e caratterizzate da un movimento frenetico. Gislebertus scolpì anche il portale settentrionale del quale oggi restano solo alcuni frammenti, tra i quali un'Eva di sorprendente naturalismo. A questo maestro si deve probabilmente la direzione di tutto un atelier di artisti impegnati nella decorazione dei capitelli della navata e del presbiterio.
Anche qui si riscontra una notevole libertà nel trattare lo spazio disponibile sul capitello, ancora più originali di quelli di Cluny.
In quello della Fuga in Egitto per esempio (1120-1140) la scena occupa ormai tutto il capitello, con appena un motivo a medaglie sulla base. In quello del Sogno dei Magi poi si arriva a una sintetica raffigurazione dei tre re sdraiati, in un letto posto orizzontalmente e visti dall'alto, con un angelo in piedi che indica la stella cometa, il quale è raffigurato in piedi e con una prospettiva diversa.

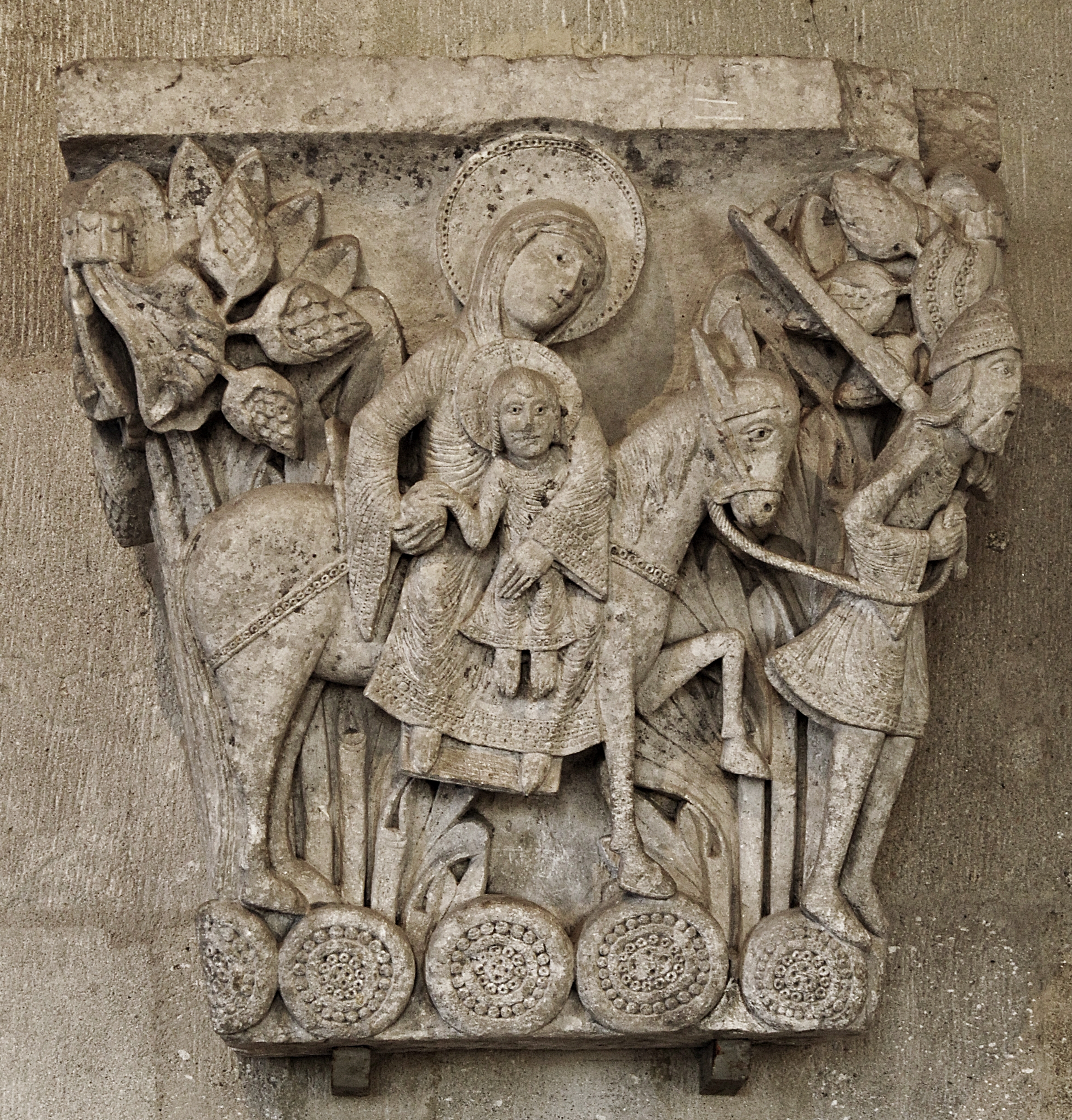
Autun, la Fuga in Egitto
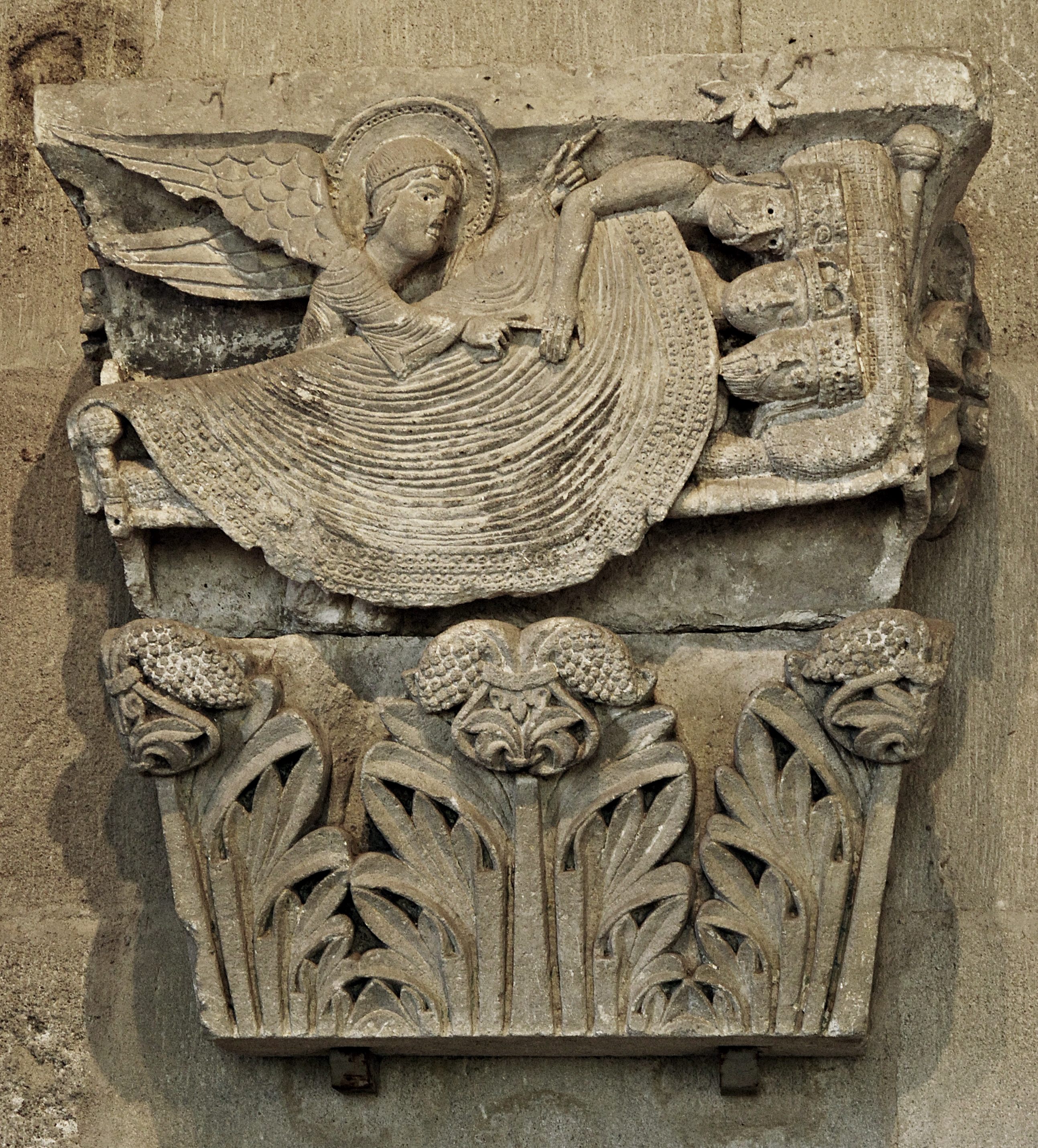
Autun, il Sogno dei Magi
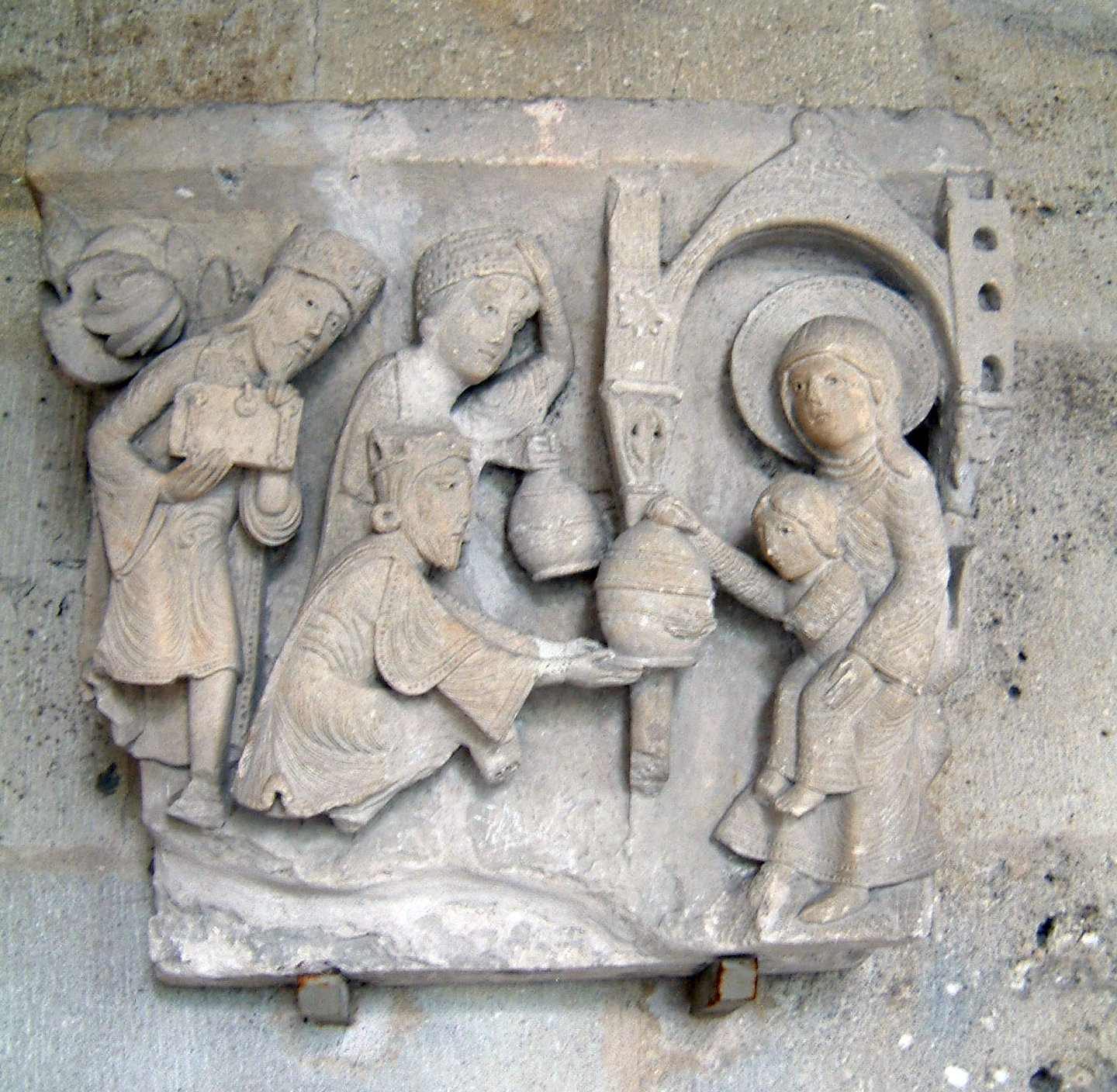
Autun, Adorazione dei Magi
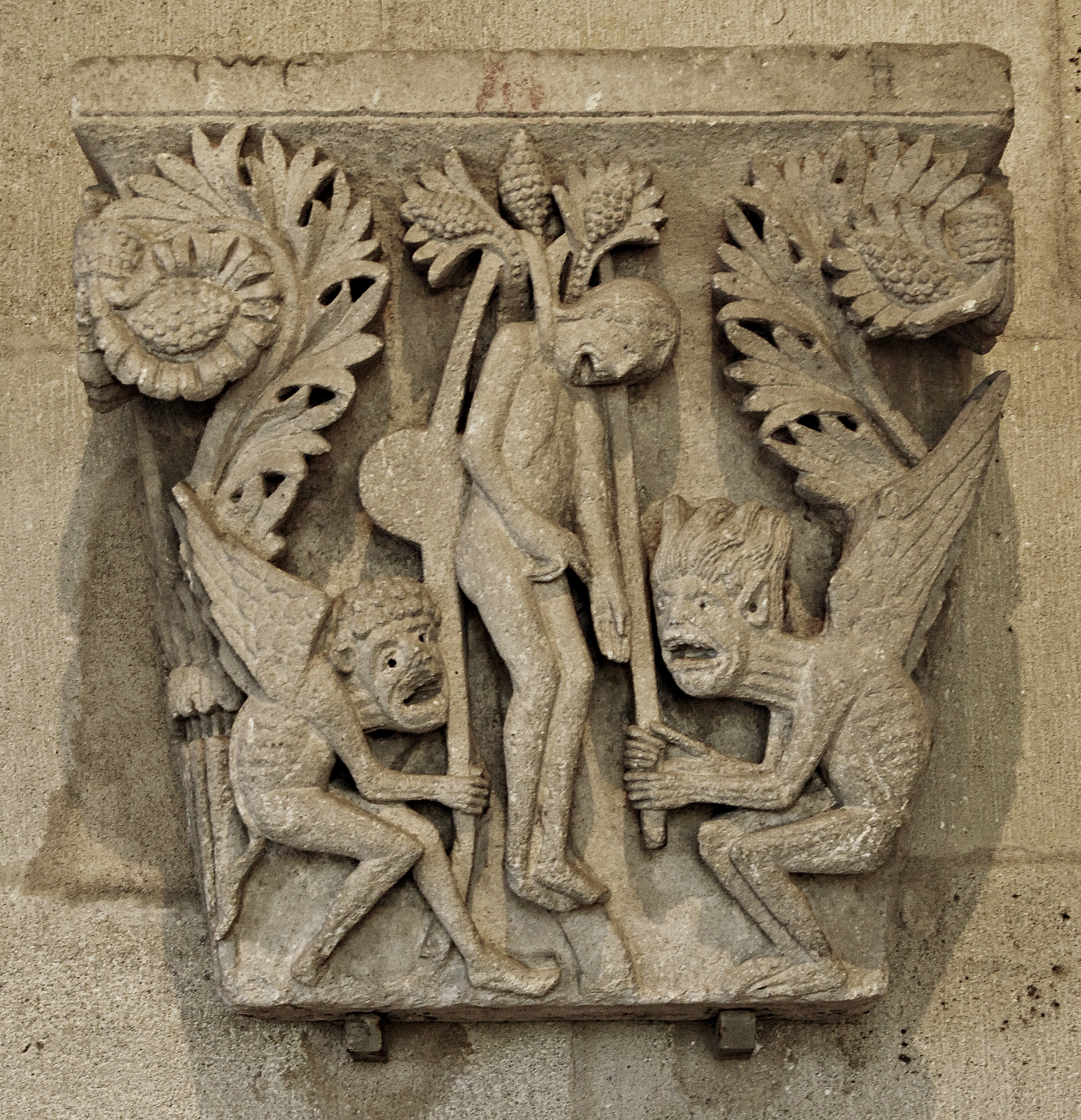
Autun, la Morte di Giuda

#### Vézelay

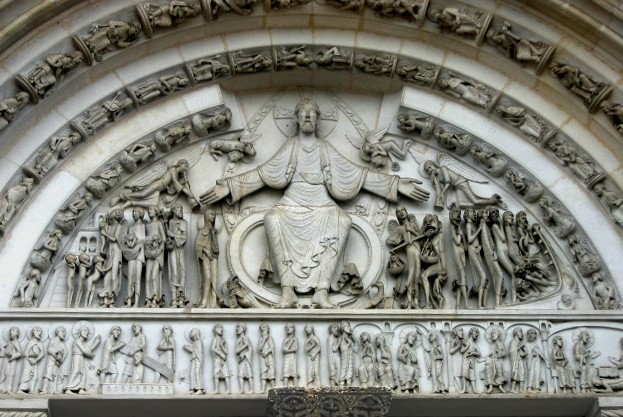
Timpano del portale della navata centrale, chiesa di Sainte-Medeleine, Vézelay, 1120-1140

Anche a Vézelay, presso la chiesa della Sainte-Madeleine, venne raffigurato un Cristo in maestà (1120-1140) simile a, Giudizio finale di Autun, dove Cristo dalle braccia spalancate è raffigurato nell'atto questa volta di inviare gli apostoli agli angoli del mondo, rappresentati da popoli fantasiosi (come gli orecchioni o le figure dal muso di animale...), ma qui i particolari sono modellati con una raffinatezza ancora maggiore e più plasticità (si veda solo le gambe del Cristo, piegate in un raffinato tentativo di scorcio) e la composizione segue lo spazio dato dall'architettura (ad Autun era invece suddivisa in sotto-riquadri). In entrambi il Cristo è raffigurato al centro in un'aulica posizione frontale, con le mani aperte, mentre attorno le figure sono animate da un vivido ritmo.
I capitelli delle navate e del nartece invece, con Parabole evangeliche ed Episodi della vita di santi, hanno una smaccata plasticità, grazie al netto senso del volume, ed una narrazione vivacissima ed eloquente, in alcuni casi frenetica, come nelle numerose scene in cui compaiono dei diavoli.

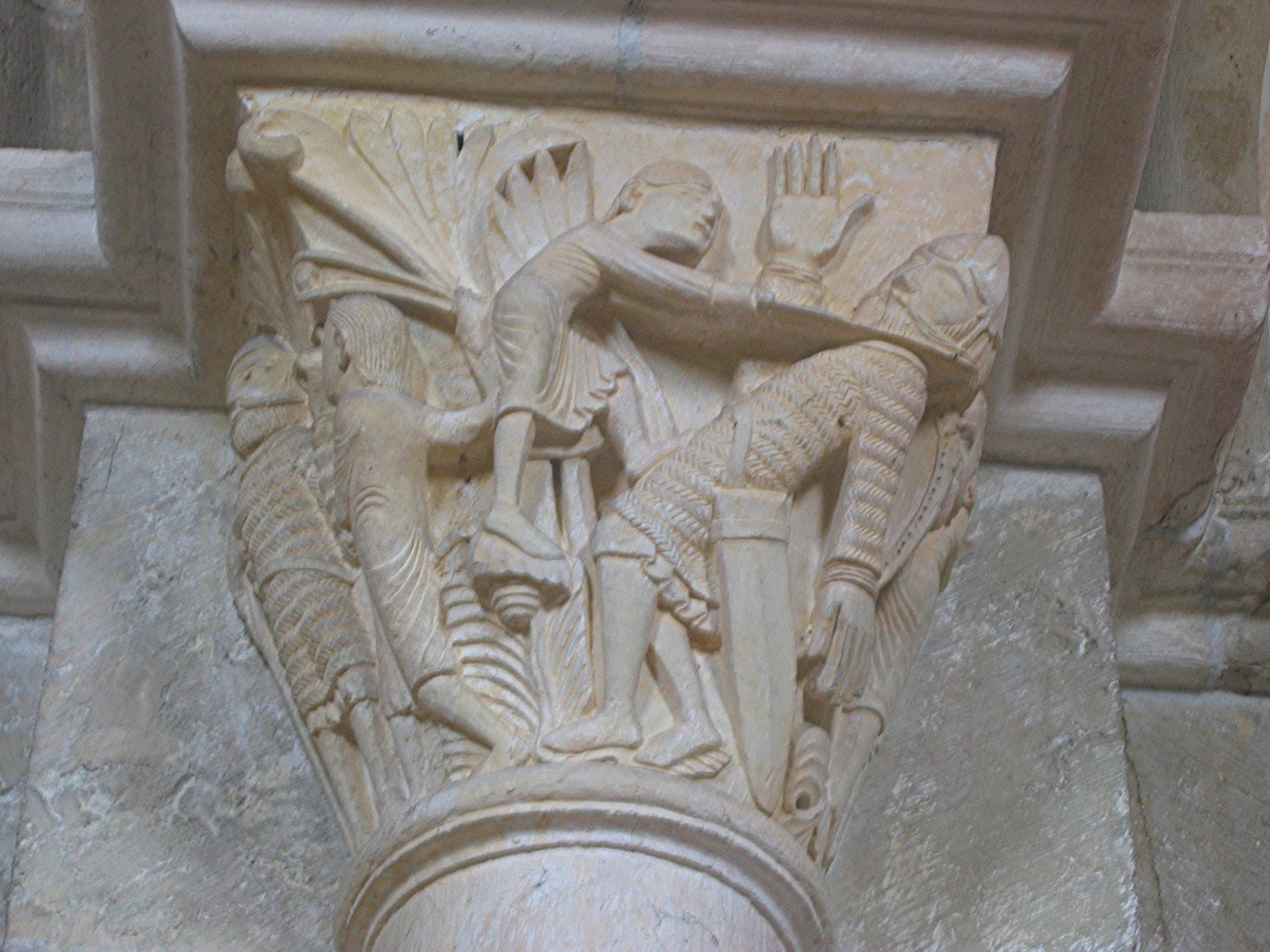
Vézelay, capitello con Assalonne
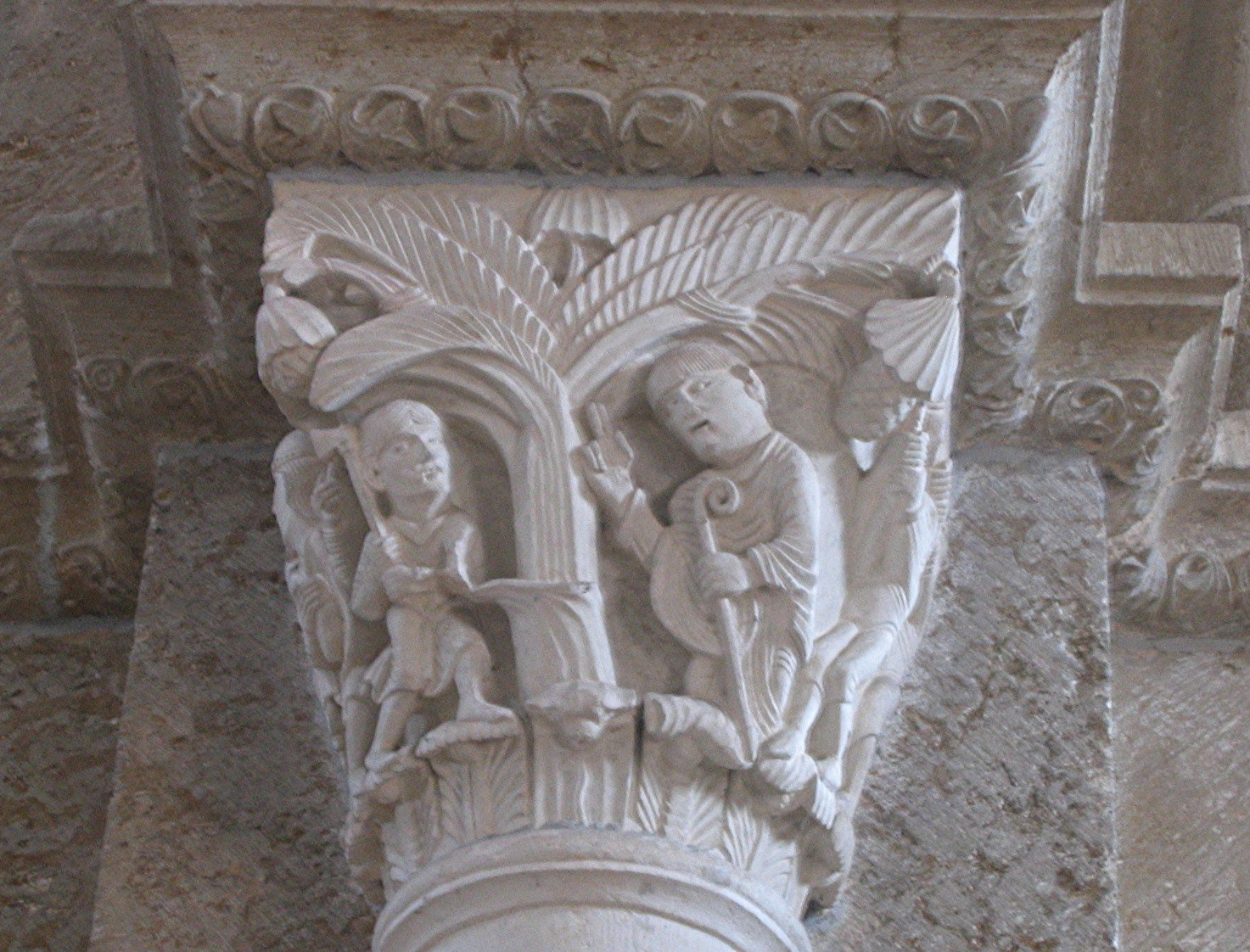
Vézelay, capitello con Storie di San Martino
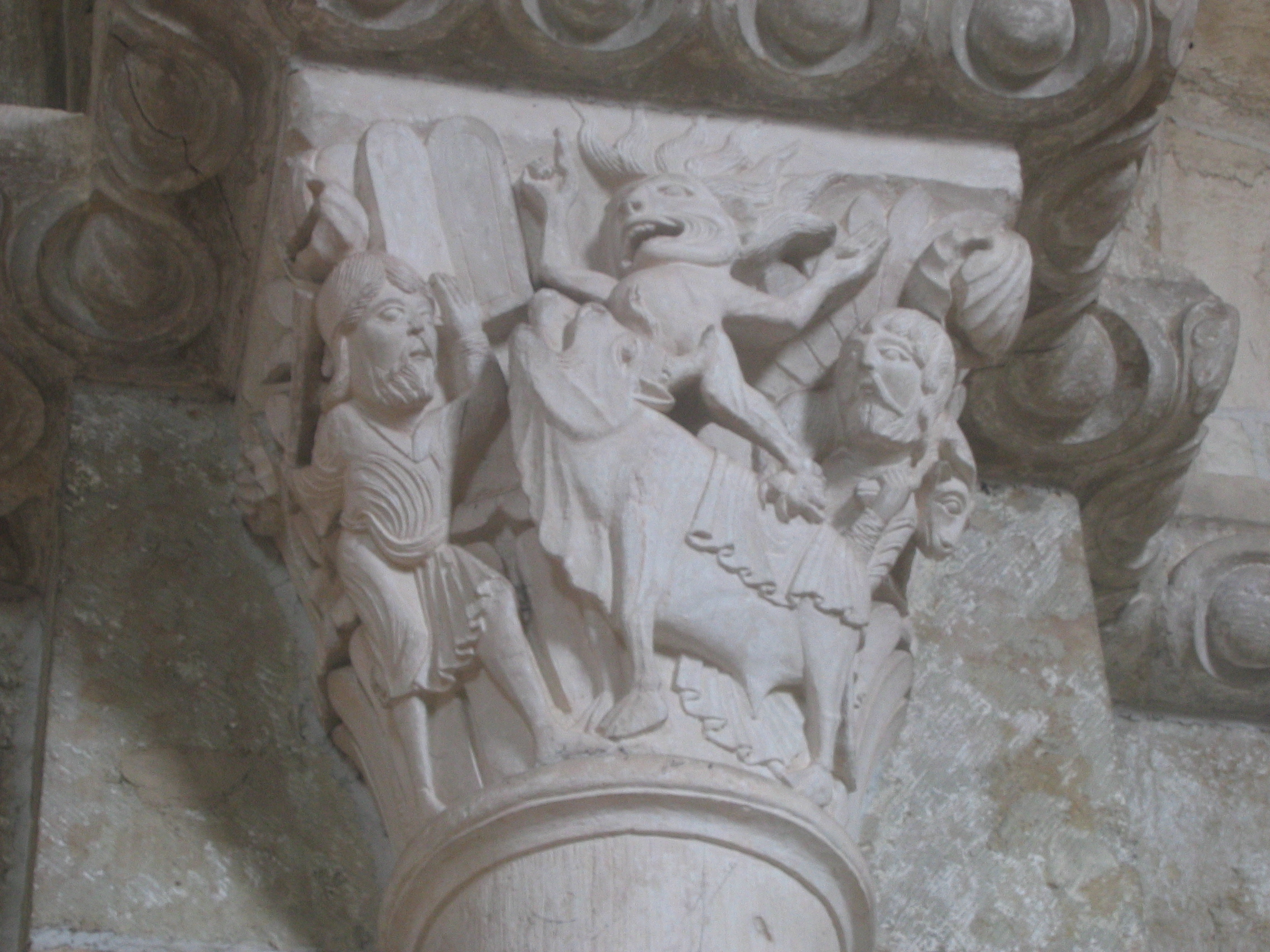
Vézelay, capitello con il Vitello d'oro
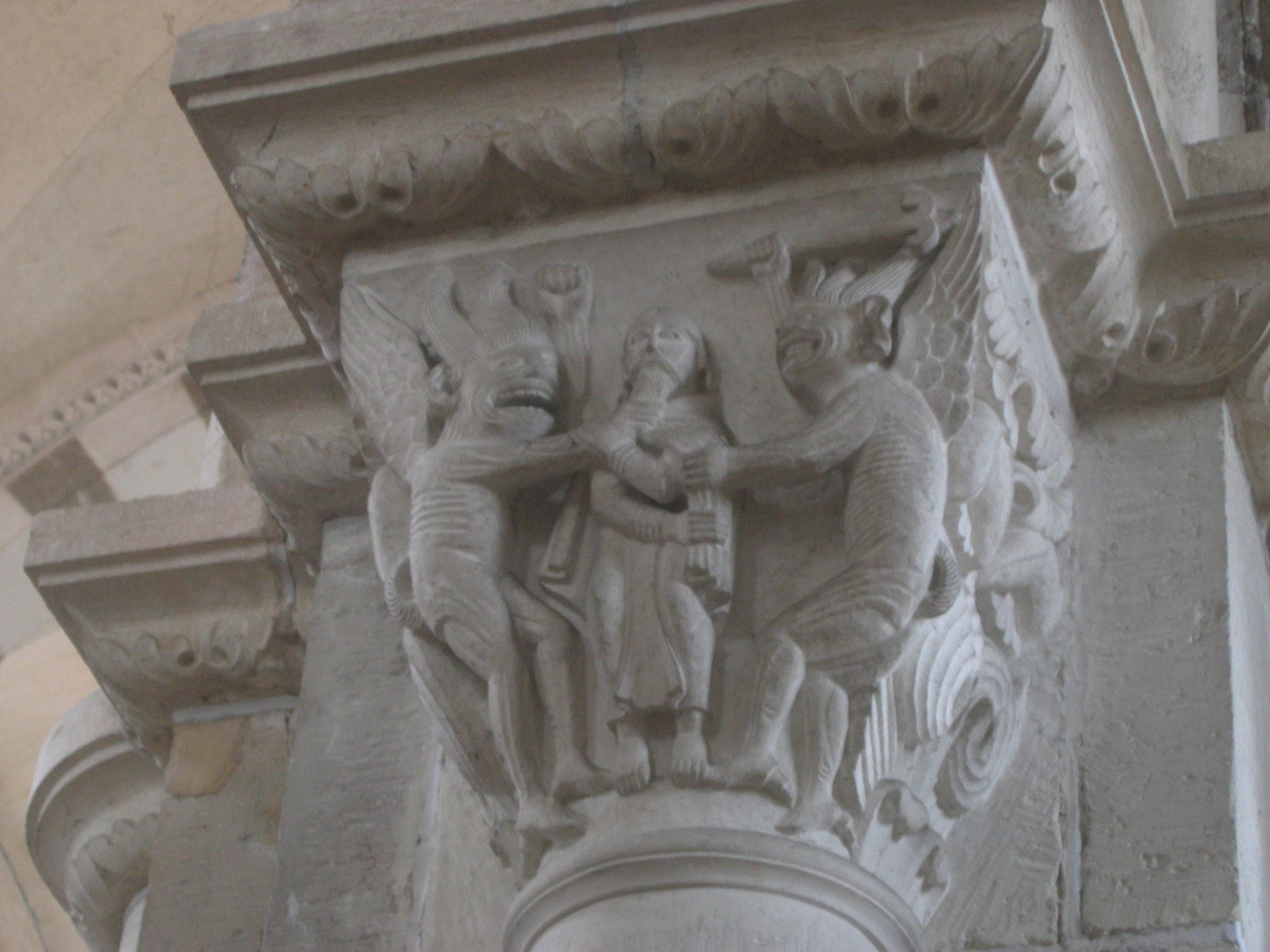
Vézelay, capitello con Tentazioni

### Linguadoca e Midi-Pyrénées

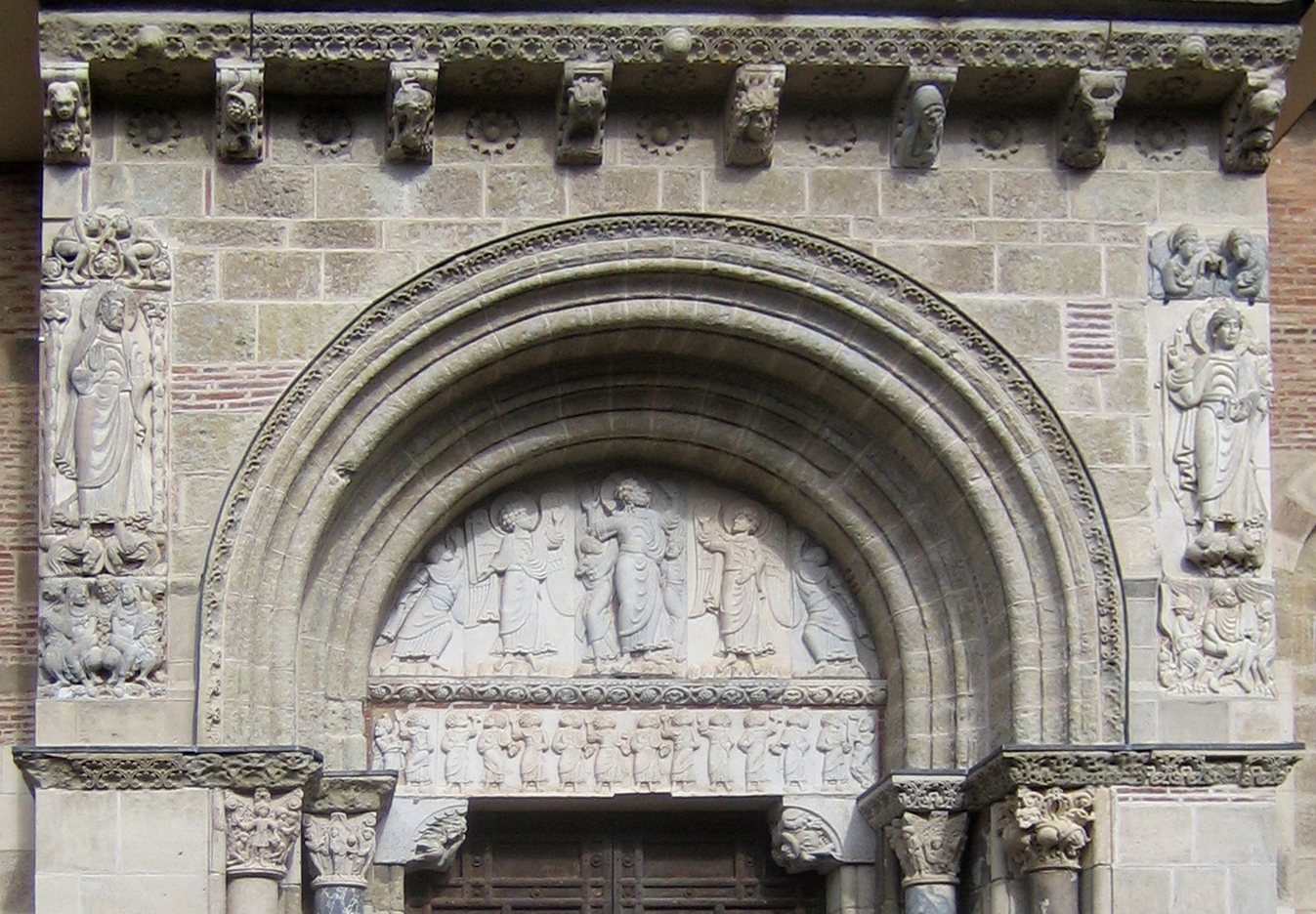
La Porte de Miègeville, basilica di Saint-Sernin, Tolosa

La Linguadoca sviluppò precocemente lo stile romanico, sia per la crescita economica e demografica, sia per la disgregazione del potere centrale, sia per l'afflusso di pellegrini che la resero una trafficata regione.

#### Tolosa, Saint-Sernin
A Tolosa la grande basilica di Saint-Sernin venne costruita in forme grandiose a partire da poco prima del 1080 circa.
Dopo l'attività di un primo gruppo di scalpellini, in occasione della consacrazione dell'altare maggiore (1096) venne rinnovato l'atelier, che scolpì per esempio la tavola in marmo dei Pirenei, dove compare il nome del maestro Bernardo Gilduino. La decorazione si componeva di bassorilievi sui lati con varie scene: Cristo tra la Vergine e San Giovanni evangelista, gli Apostoli, l'Ascensione di Alessandro Magno (un episodio leggendario) e un fregio di uccelli entro elementi vegetali.
La stessa bottega di Gelduinus scolpì anche i sette bassorilievi in marmo del deambulatorio (fine XI, inizio XII secolo) con Cristo in maestà, con quattro Angeli e due Apostoli, che sono caratterizzate da una monumentalità già romanica, ma una tendenza alla stilizzazione che ricorda gli avori intagliati più antichi, con esiti molto diversi dalla scultura borgognona. Il poco rilievo delle sculture, la statica serenità e il forte linearismo sono tuttavia rafforzati da una chiara definizione dei volumi delle figure.
Altri rilievi nello stile di Gelduino sono nei capitelli delle tribune del transetto e nelle sculture che decorano la cosiddetta Porte de Miègeville (1100-1118), dove nella lunetta è raffigurata l'Ascensione di Cristo, con raffigurazioni di apostoli nell'architrave, nelle mensole che la sorreggono e nei due pannelli a fianco del portale, con i Santi Pietro e Giacomo a dimensione naturale, la Caduta di Simon Mago e le Allegorie dei vizi. I risultati di questi rilievi sono molto simili a quelli delle sculture presso il santuario di Santiago di Compostela, con un rilievo molto basso e un appiattimento dei piani di modellazione, sebbene articolati vivacemente; la differenza più evidente sta infatti nel senso di movimento che le figure trasmettono. In particolare nei capitelli di questo portale la presenza di figurine ad altorilievo denota la capacità di conferire anche risalto plastico alle figure.

#### Moissac, abbazia

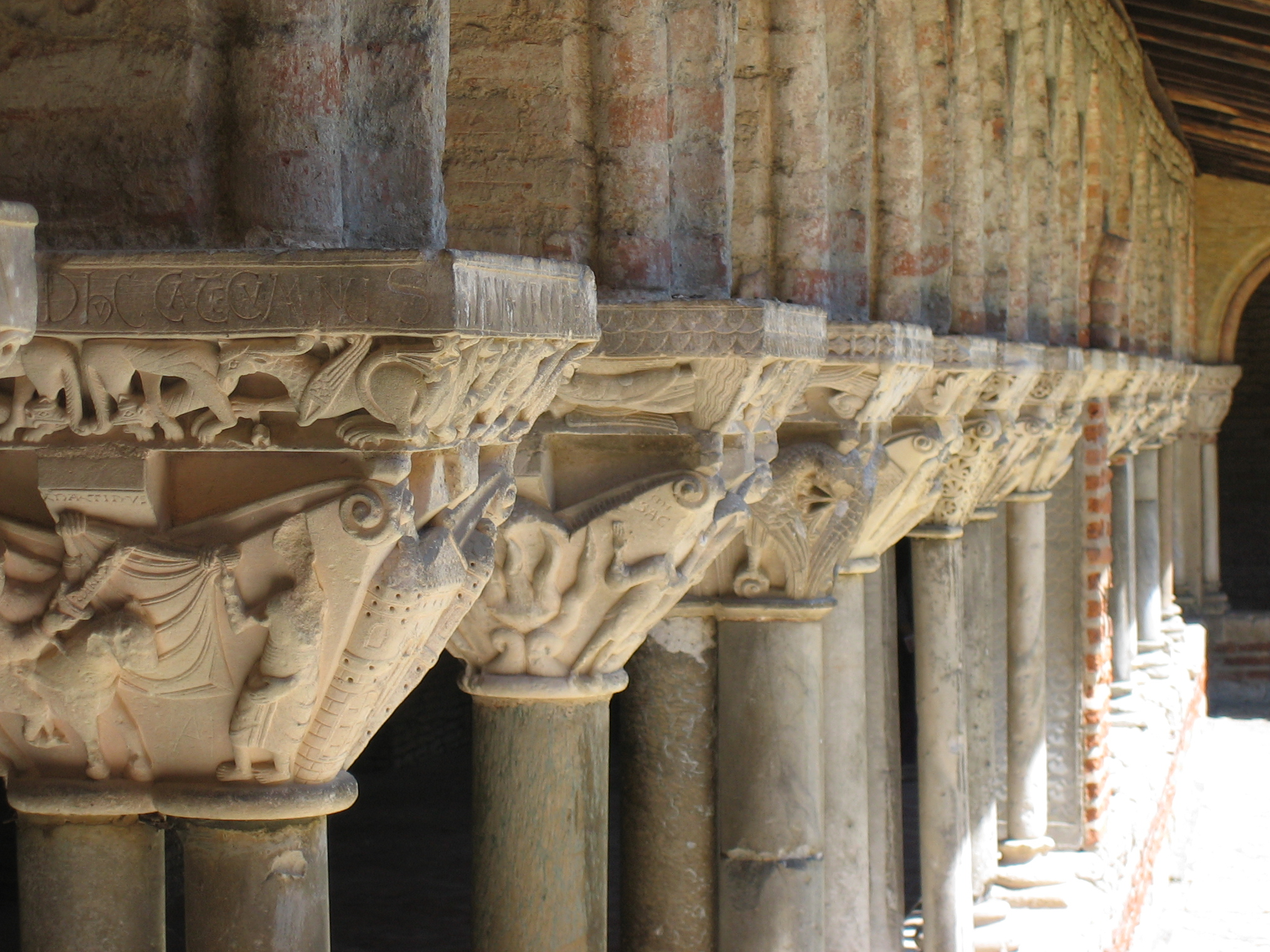
Capitelli del chiostro di Moissac

Contemporaneamente nella regione dei Midi-Pyrénées (Aquitania) veniva costruita un'abbazia altrettanto importante, quella di Moissac, dove pure il corredo scultoreo fu di prim'ordine. Verso il 1110 venne costruito il grande chiostro detto dell'Abate Duardo, con settantasei capitelli scolpiti, organizzati secondo l'alternanza di colonnine singole e gemine, e con dodici pannelli a bassorilievo con Apostoli a grandezza naturale, collocati sui pilastri d'angolo (due per pilastro) e centrali (sul lato interno).
Anche qui i rilievi sono bassi e le figure sono profilate con una forte stilizzazione e un accentuato linearismo. Molta attenzione è dedicata ai particolari, resi spesso in chiave più naturalistica delle figure intere.
Più originali sono i capitelli istoriati, modellati con la massima libertà, a parte una chiara distinzione tra il blocco d'imposta superiore (il parallelepipedo sul quale poggiano effettivamente gli archi) e la parte sottostante. Le figure nei capitelli sono disposte su tutti e quattro i lati e sempre incorniciate in alto dalle volute ripiegate. Importante per gli artisti di quest'opera era dare un senso di simmetria ed equilibrio alle composizioni, con una narrazione che raramente mostra effetti di profondità.

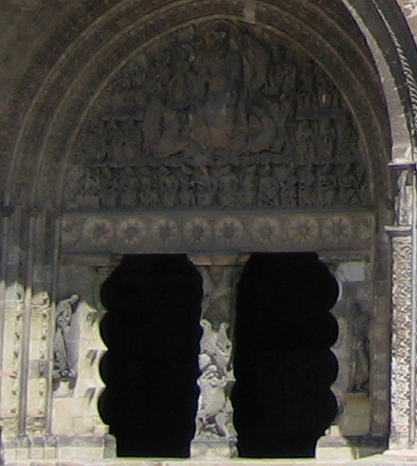
Il portale sud di Moissac

Risale al 1120 circa il secondo grande complesso scultoreo di Moissac, il portale sud dell'abbazia, dominato da una grande lunetta (lunghezza massima 5,68 m.) con la Visione apocalittica di San Giovanni (Cristo in maestà tra i simboli degli evangelisti, gli angeli e i vegliardi dell'Apocalisse). Sugli stipiti si trovano invece le figure di San Pietro ed Isaia e nello spessore del pilastro centrale le figure di San Paolo e un altro profeta, forse Geremia, mentre di fronte sono scolpiti vari animali mostruosi che si affrontano. Completano la decorazione i rilievi sulle pareti laterali con le Storie dell'infanzia di Cristo, La parabola del ricco Epulone e La punizione di Avarizia e Lussuria.
Soprattutto il timpano è caratterizzato da una grandiosa efficacia espressiva, con il Cristo che domina, in posizione frontale e immobile, la violenta rappresentazione che gli si dispiega attorno. Sebbene la disposizione generale rispetti i canoni della simmetria, i singoli elementi sono raffigurati in posizioni asimmetriche, che creano un campo attraversato da linee oblique che annullano l'autonomia delle singole parti. I dettagli sono trattati con una grande maestria che produce effetti di notevole naturalismo (nelle vesti, negli ornamenti, negli oggetti). Molto originale è poi l'allungamento delle figure negli stipiti, sinuosamente mosse da eleganti cadenze ritmiche che accentuano l'espressività.

#### Altri complessi
Nei decenni successivi l'eredità di Moissac venne messa a frutto in altri cantieri, come il chiostro di Notre-Dame-de-la-Daurade a Tolosa, dove i capitelli istoriati riprendono gli stilemi del chiostro di Moissac. In seguito, come nei chiostri di Sanit-Sernin o della cattedrale si tese a dare maggior sviluppo alla narrazione delle scene ed alle figure individuali, ricercando una maggiore finezza nel modellato.
Un altro importante complesso era il monastero di Souillac, vicino Moissac, dal quale provengono i frammenti di un portale scolpito verso il 1130 per la chiesa abbaziale di Sainte-Marie. Il Profeta Isaia sembra, se non della stessa mano, ispirato imitando il Profeta Geremia di Moissac, ma qui la rappresentazione è ancora più originale, con il frenetico movimento delle gambe del profeta e l'andamento turbinoso delle pieghe del panneggio, che esaltano il dinamismo di questa sorta di danza sacra.

### Spagna settentrionale

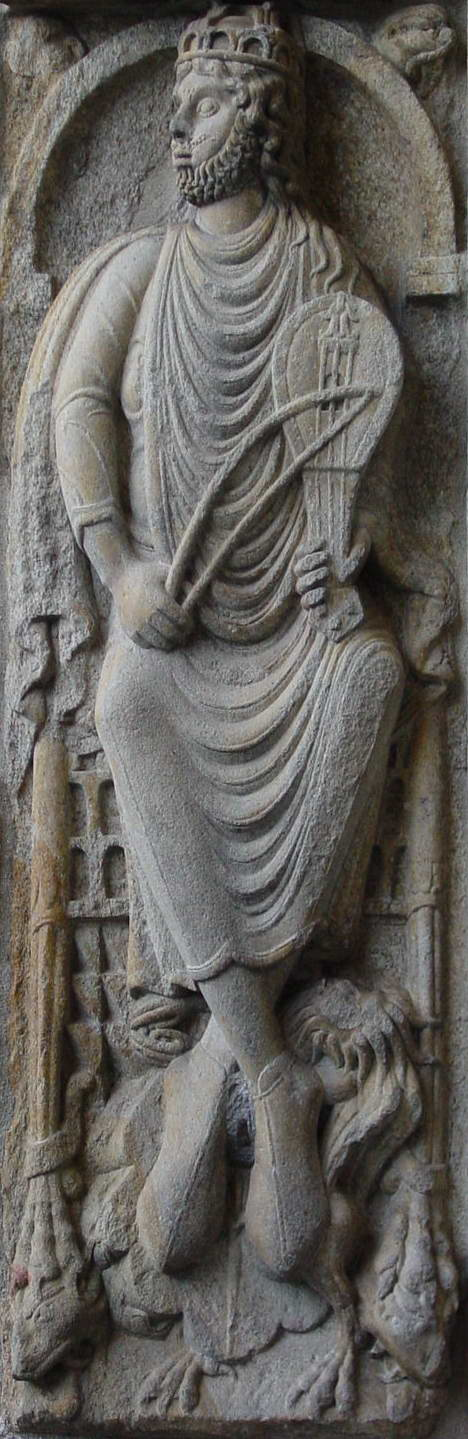
David, particolare della decorazione della Puerta de las Platerías, cattedrale di Santiago di Compostela.

La Spagna settentrionale era molto legata alla Francia del sud per ragioni politiche, economiche e per il collegamento delle strade dei pellegrini verso Santiago di Compostela. L'architettura e la scultura che qui si svilupparono presentano notevoli analogie con i coevi cantieri di Tolosa e di Moissac.
A León, nel Pantheón del los Reyes, sono conservati alcuni capitelli istoriati, che, sebbene la datazione sia controversa, secondo alcuni storici risalirebbero alla fine dell'XI secolo, coevi quindi a quelli di Saint-Sernin a Tolosa, e presentano un forte senso del volume ed un disegno ben equilibrato senza incertezze.
L'edificio più importante resta comunque il Santuario di Santiago di Compostela, ricostruito a partire dal 1075 nelle grandiosi forme delle grandi basiliche di pellegrinaggio francesi. Di quell'epoca restano oggi vari frammenti, ma solo la cosiddetta Puerta de las Palterías (Porta degli Orefici, conclusa entro il 1097) ha conservato gran parte delle sculture del XII secolo, nonostante ampi rimaneggiamenti nel secolo successivo. Si tratta di una porta doppia, necessaria per gestire il flusso dei pellegrini in entrata e in uscita dalla cattedrale, con tutta la parte alta decorata da sculture (compresa la lunetta, a differenza dei coevi esempi italiani come il duomo di Modena) con molte figuri riconducibili al tema dello scontro di Gesù contro i diavoli, nel quale figurano anche figurazioni allegoriche dei vizi. Il linearismo, il rilievo poco marcato, ma anche la forma sinuosa e l'accuratezza dei dettagli sono tutti elementi che ricordano le coeve sculture a Moissac e Tolosa, sebbene si possa notare una maggiore plasticità.
Una serie di maestri diversa scolpì i rilievi e i capitelli per il chiostro del monastero di Santo Domingo de Silos, vicino a Burgos, dove si notano influssi a raggio più ampio, tra i quali quelli delle miniature mozarabiche: vi si trovano elementi vegetali riccamente intrecciati, con animali fantastici. Una caratteristica è l'estrema finezza con la quale sono trattate le varie sfumature del rilievo. Le lastre agli angoli della galleria settentrionale e orientale raffigurano la Deposizione, l'Ascensione, la Pentecoste e l'Incredulità di San Tommaso; sono caratterizzate da un buon modellato plastico e uno spiccato senso del ritmo, ma manca la profondità spaziale, con le figure allineate su più piani verticali e delle stesse dimensioni, come se fluttuassero schiacciate su un unico piano.
Anche nella cattedrale di san Pedro, a Jaca (Aragona), sono presenti dei timpani monumentali scolpiti.

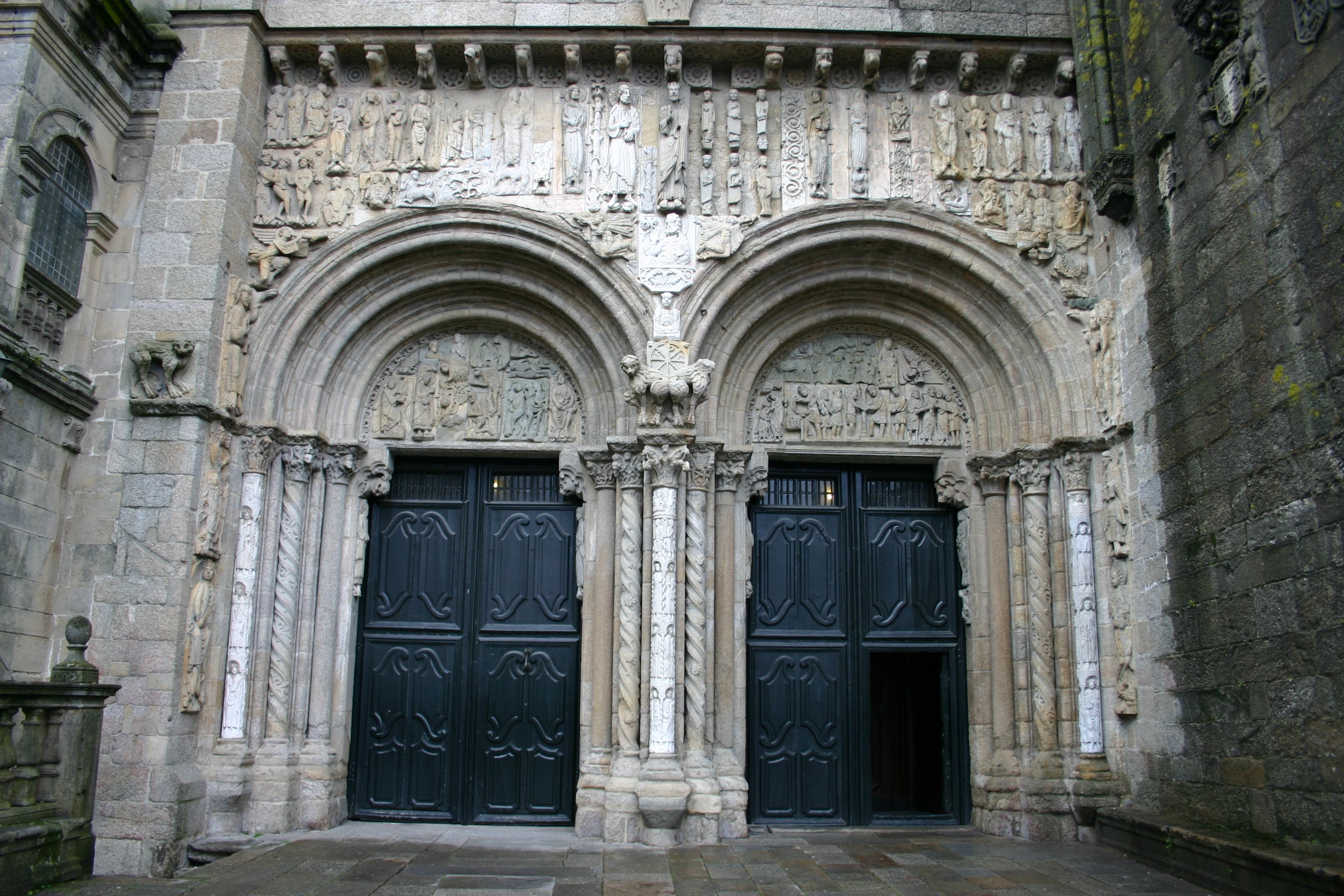
La Puerta de las Platerías della cattedrale di Santiago di Compostela
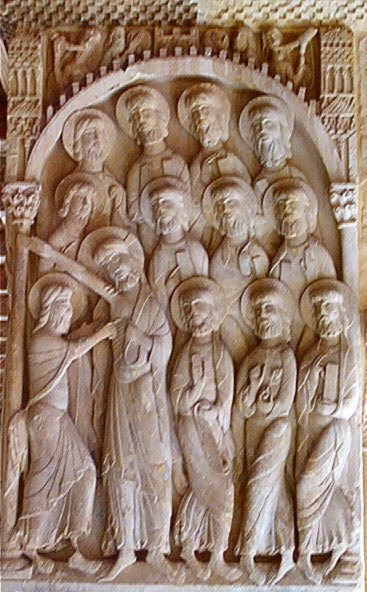
Incredulità di San Tommaso, pannello di Santo Domingo di Silos
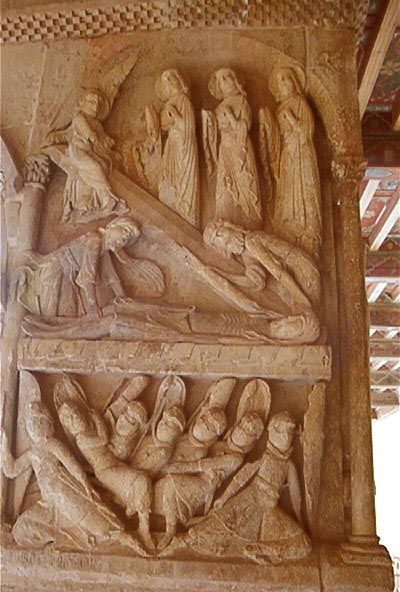
Deposizione di Cristo, pannello di Santo Domingo di Silos
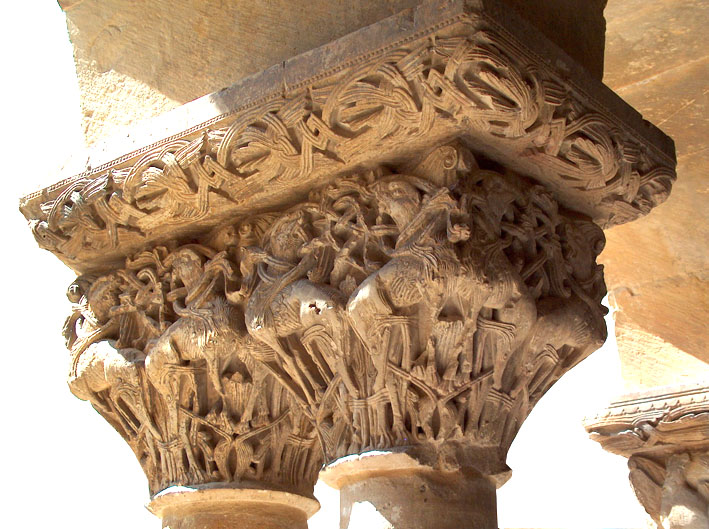
Capitello nel chiostro di Silos (metà del XII secolo)

## Scultura romanica in Italia

### I Maestri comacini

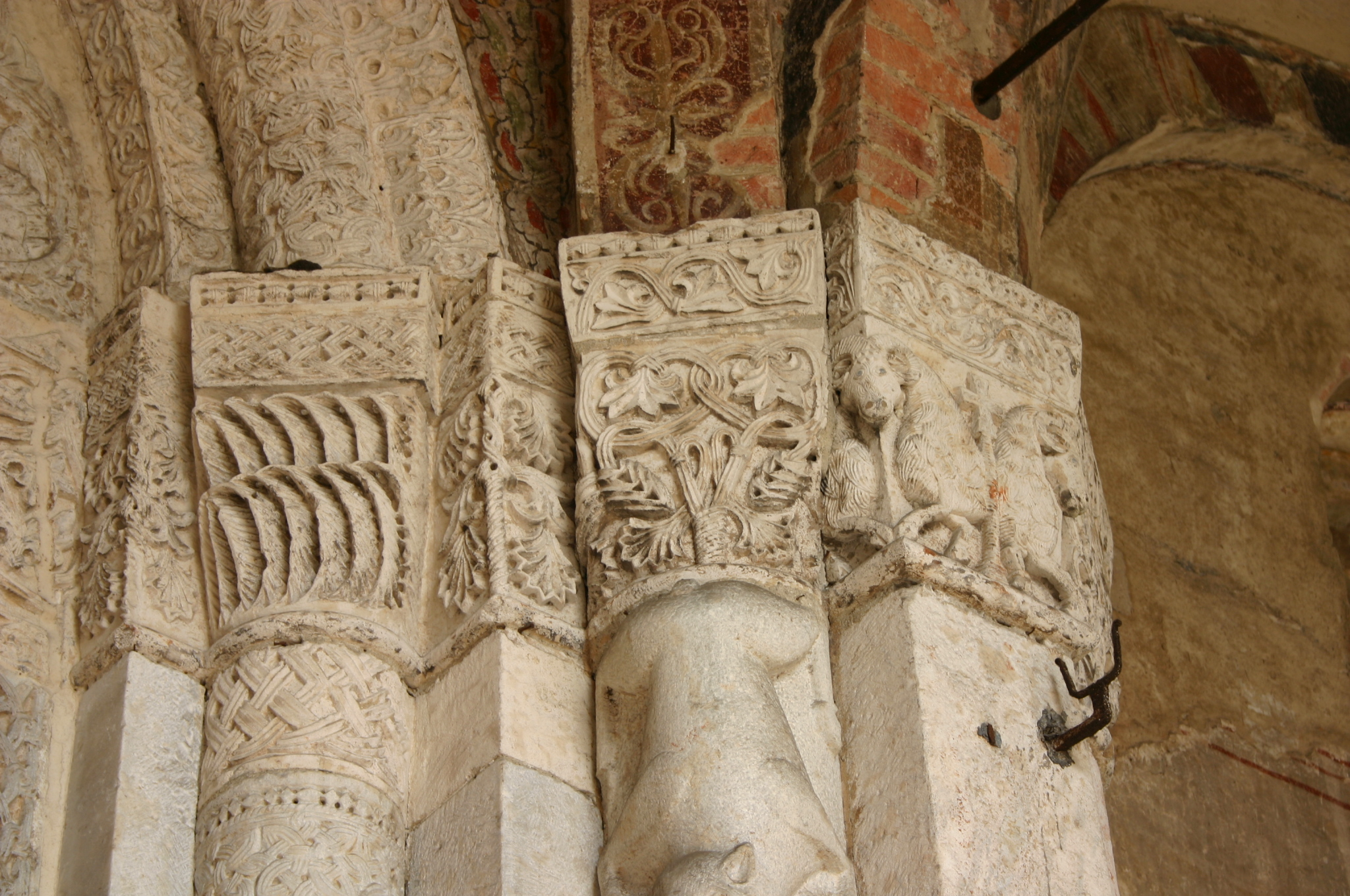
Capitello zoomorfo nell'atrio della basilica di Sant'Ambrogio

Tra i primi maestri del romanico lombardo ci sono una serie di maestri anonimi che lavorarono inizialmente nella zona di Como, per questo sono detti Maestri comacini. Questi scultori si spostavano molto e la loro opera è documentata su tutte le prealpi, nella Pianura Padana, nel Canton Ticino ed alcuni di loro si spinsero a lavorare fino in Germania, Danimarca e Svezia e Sardegna (come nella Chiesa di San Pietro di Zuri a Ghilarza).
Tra le migliori opere di questa scuola ci sono la decorazione esterna della basilica di Sant'Abbondio a Como, oppure il coro della chiesa di San Fedele, sempre a Como, con figure zoomorfe, mostri, grifoni, ecc.
In queste rappresentazioni le figure umane sono rare e caratterizzate da un aspetto tozzo e poco realistico. Ben più notevole è la loro maestria nel raffigurare figure animali e complessi intrecci vegetali, dovuta forse al fatto di poter contare sui modelli di stoffe e altri oggetti orientali. Il rilievo è piatto e stilizzato, ed ampio è il ricorso al trapano per creare un netto distacco con lo sfondo, di profondità fissa, per dare effetti di chiaroscuro.
Un cantiere importante del XII secolo fu quello della basilica di San Michele Maggiore a Pavia, dove vennero scolpite quattro lunghe fasce orizzontali, interrotte solo dagli elementi architettonici della facciata, che oggi sono irrimediabilmente compromesse per il degrado della pietra arenaria nella quale sono scolpite. Vi sono inclusi temi naturalistici, allegorici, scene di caccia, di guerra e di vita quotidiana, figure di santi. Si può dare sono una valutazione complessiva dei fregi, ma è sufficiente per capire che si tratta di uno dei massimi capolavori del romanico lombardo, con derivazioni e influssi orientali forse armeni.
Notevole è anche il corredo artistico della basilica di Sant'Ambrogio a Milano, che combina elementi pre-romanici (come i motivi a intreccio) a soggetti più originali come rappresentazioni di animali o elementi vegetali con un accentuato senso del volume. Spesso nell'angolo del capitello è raffigurata una sola testa dalla quale escono poi due corpi sui rispettivi lati.

### Wiligelmo

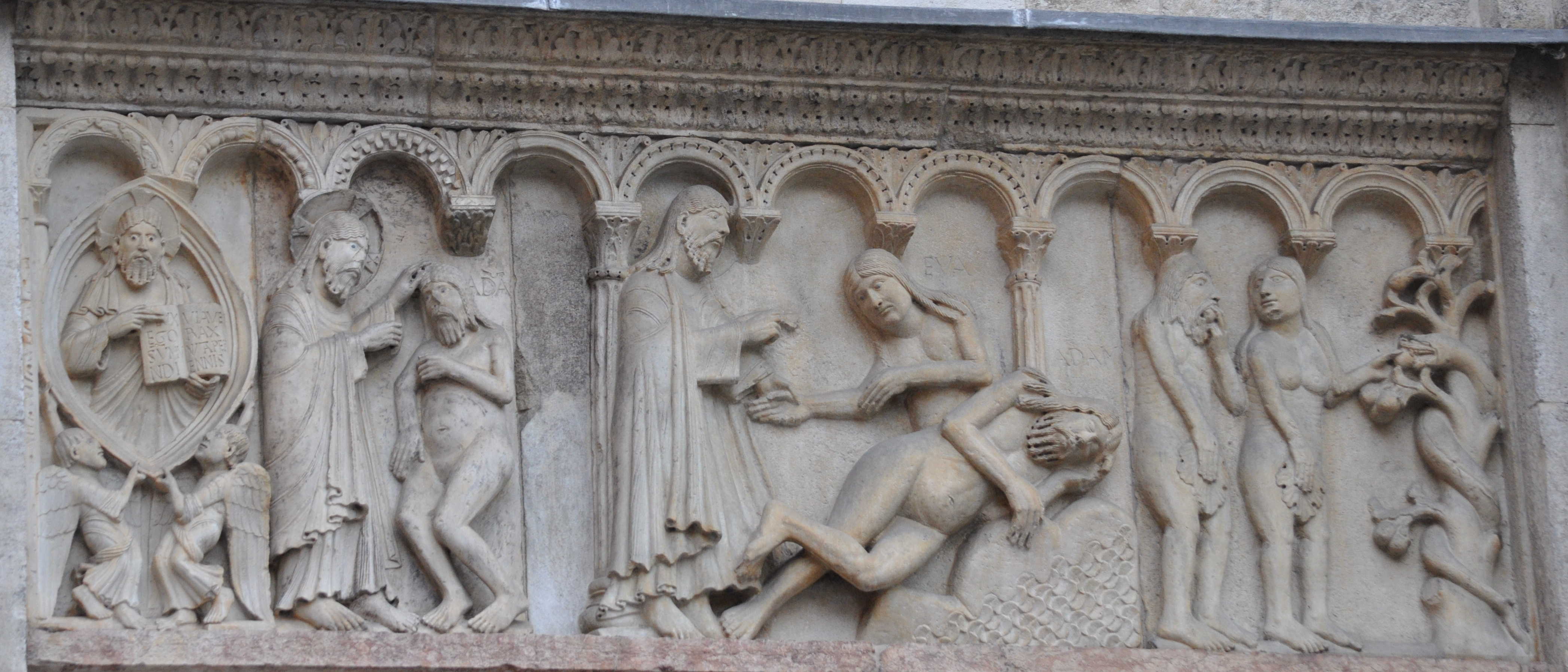
Creazione dell'uomo, della donna e peccato originale, rilievo di Wiligelmo sulla facciata del duomo di Modena

Wiligelmo è il maestro delle sculture della facciata del duomo di Modena, il cui nome è tramandato da una lastra posta sul duomo stesso, dove i cittadini riconoscenti fecero scolpire una frase in lode del maestro.
Per Modena scolpì diversi rilievi tra la fine dell'XI e l'inizio del XII secolo, tra i quali i più famosi sono i quattro grandi pannelli con le Storie della Genesi (Creazione, Peccato dei progenitori, Uccisione di Abele, Punizione di Caino e l'Arca di Noè), che segnano la ripresa della scultura monumentale in Italia. Il complesso figurativo rappresenta un'allegoria della salvezza umana e della riconciliazione con Dio.
Per rendersi conto dello stile immediatamente precedente a Wiligelmo si possono vedere i capitelli di anonimi maestri lombardi nella cripta della cattedrale: senza paragoni è il realismo, la resa dei volumi e la felice impaginazione narrativa di Wiligelmo. L'immediatezza della narrazione è una componente fondamentale, ammirata sin dall'epoca, soprattutto considerando che il pubblico destinatario era tutto il popolo dei fedeli, senza distinzioni di livello culturale.
Le sculture, soprattutto quelle delle tavole della Genesi, sono curate nei minimi dettagli, con alcuni elementi così lontani da una stereotipizzazione da sembrare studiati dal vero, come per esempio le diverse pieghe che prende la veste di Dio, morbida e fluente, o i vari stati d'animo delle espressioni facciali.

### I seguaci di Wiligelmo

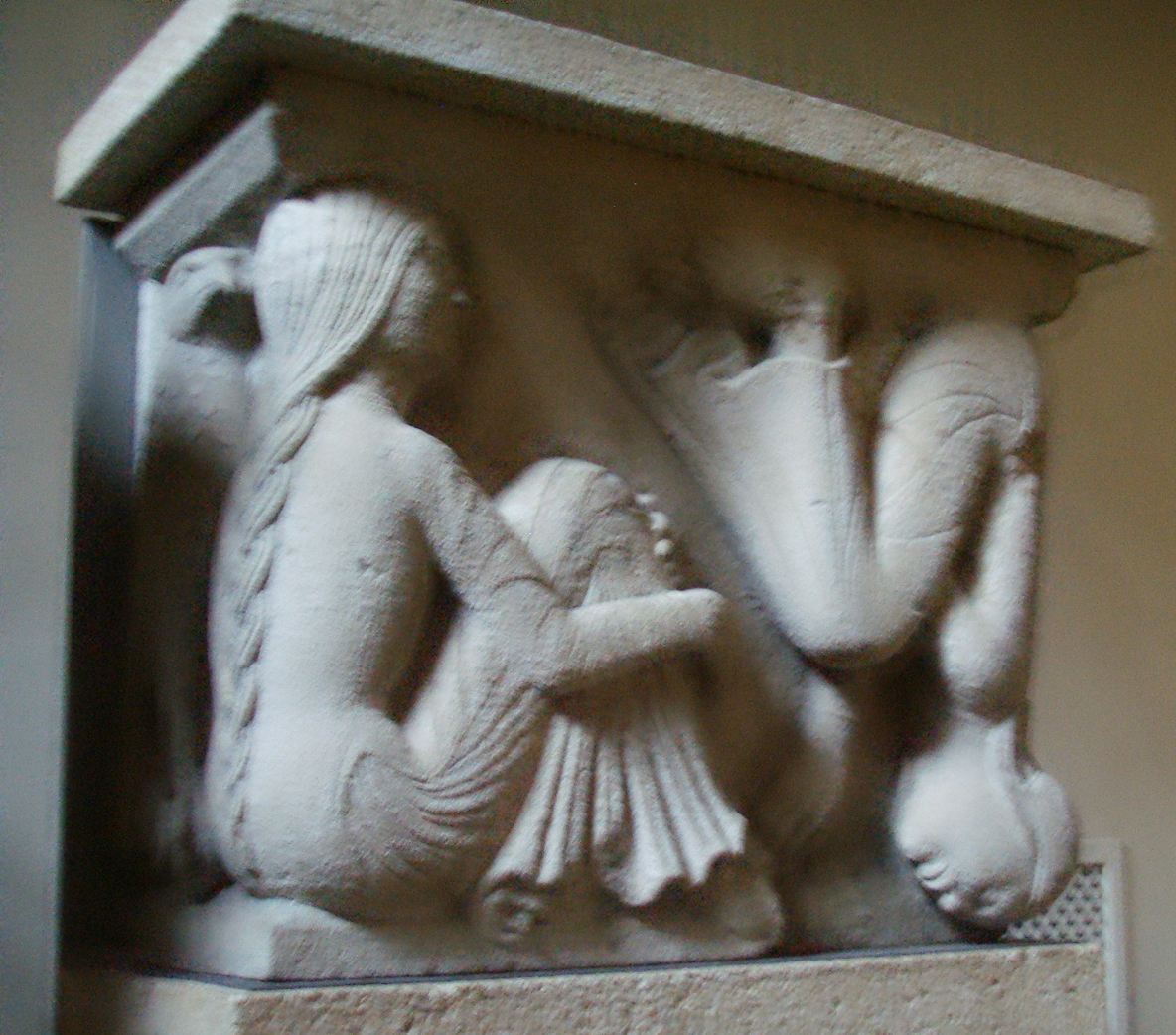
Maestro delle Metope, Gli Antipodi, Museo del duomo di Modena

Sempre a Modena operarono numerosi maestri lapicidi, come il Maestro delle Storie di San Geminiano (attivo verso il 1130, dotato di grande inventiva, ma meno espressivo di Wiligelmo), il Maestro di Artù (più decorativo e meno drammatico) e il Maestro delle Metope. Quest'ultimo artista anonimo, attivo nel primo quarto del XII secolo, scolpì un unicum con le fantasiose rappresentazioni dei popoli più remoti della terra che attendono ancora il messaggio cristiano; importante è la comparsa nel suo stile di elementi minuziosi e raffinati, derivati dalla scultura borgognona, dall'intaglio di avori e dall'oreficeria.
Va sottolineata la magnificenza e la ricchezza di particolari del portale della Pieve di San Giorgio (Argenta), opera maestra dello scultore Giovanni da Modigliana.

### Niccolò
Lo scultore conosciuto con il nome di Niccolò, allievo o comunque conoscitore di Wiligelmo, è il primo maestro del quale si conosca un corpus di opere firmate, ben cinque, che permettono di ricostruire i suoi spostamenti attraverso l'Italia settentrionale.
La prima opera firmata Nicolaus è del 1122 e consiste nel portale destra della facciata del duomo di Piacenza, dove sono raffigurate le Storie di Cristo sull'architrave, caratterizzate da uno stile efficacemente narrativo, ma da un rilievo piuttosto schiacciato, che è bilanciato da una maggiore raffinatezza nei dettagli e un preziosismo quasi "pittorico". Questo stile ebbe un largo seguito a Piacenza, come negli anonimi artisti delle formelle dei Paratici, nella navata centrale, che rappresentano le corporazioni delle arti e mestieri che avevano finanziato la costruzione della cattedrale.

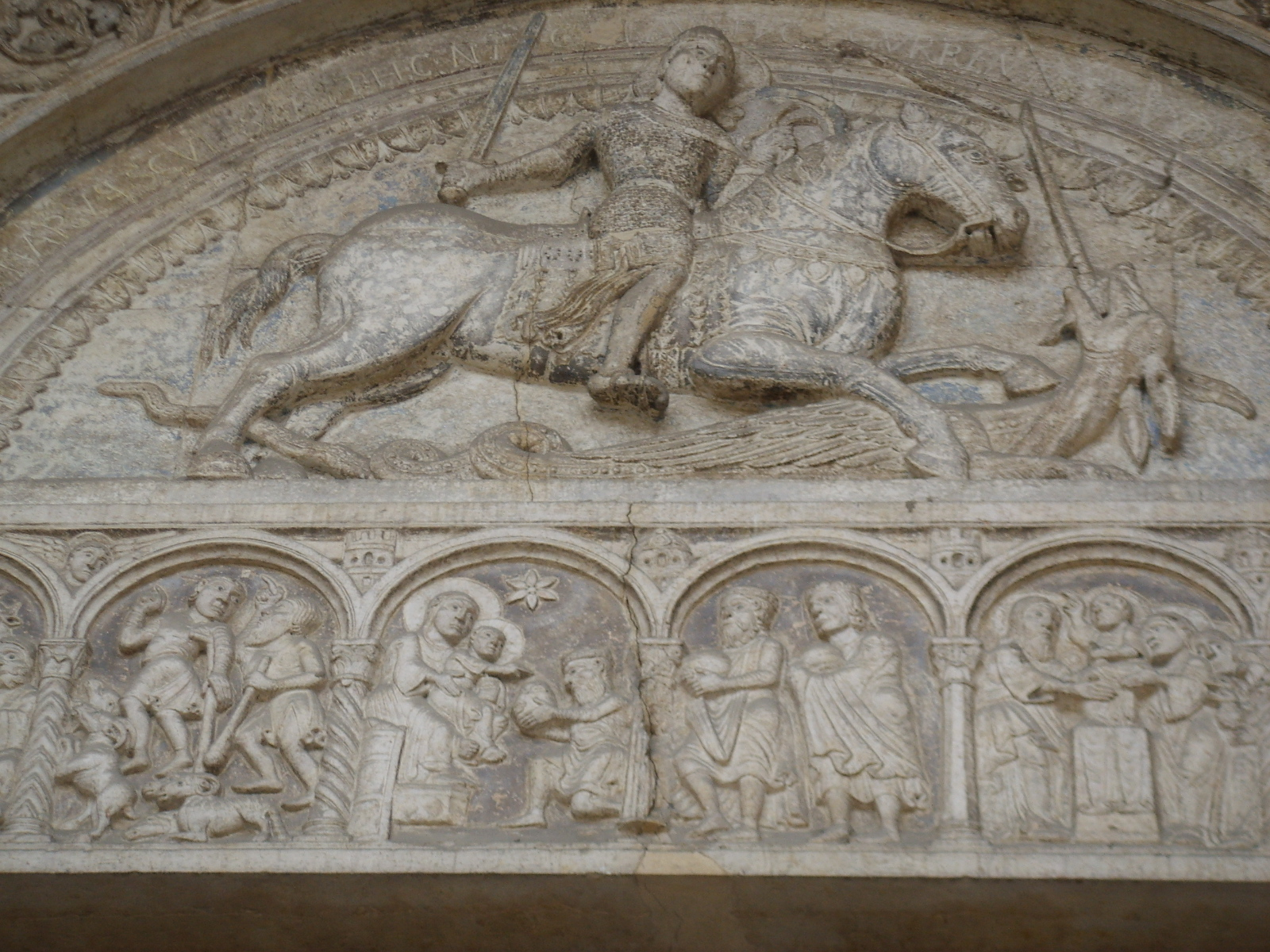
Niccolò, San Giorgio che uccide il drago, lunetta del portale maggiore, cattedrale di San Giorgio, Ferrara

La seconda testimonianza di Nicolaus si trova nella sacra di San Michele, in Val di Susa, in Piemonte, dove verosimilmente lavorò tra il 1120 e il 1130. Qui si trova la Porta dello zodiaco, con gli stipiti decorati da rilievi dei segni zodiacali, simili a quelli dei popoli fantastici nella Porta dei Principi di Modena, si riscontrano influenze del linearismo della scuola scultorea di Tolosa.
Nel 1135 Niccolò si trovava a Ferrara per lavorare di nuovo a un protiro, dove per la prima volta venne scolpito anche il timpano, come si faceva già da un paio di decenni in Francia, poi lo troviamo nel 1138 nel cantiere della basilica di San Zeno a Verona, ancora al lavoro a un timpano policromo, e infine nel 1139 troviamo le ultime sue opere nel duomo di Verona: una Madonna in Trono, un'Annunciazione ed un'Adorazione dei Magi sempre nel portale.

### I maestri campionesi
La caratteristica costante dei maestri campionesi (originari di Campione d'Italia) era quella di lavorare come corporazione; in tal modo si tramandavano conoscenze specifiche in materia; se questo procedere da una parte bloccava l'estro individuale, dall'altra parte essi supplivano a tale impaccio riprendendo gli stili da maestri maggiori, nel caso del gotico dalle forme di Giovanni Pisano ed Arnolfo di Cambio, mutuate soprattutto dal diffusore delle sue forme in Lombardia, Giovanni di Balduccio. Questo passaggio avviene nel XIV secolo, ed i Maestri Campionesi traducono tali innovazioni dei grandi nomi nei modi adatti al loro metodo di lavoro ripetitivo, con invenzioni tecniche che possono essere tramandate all'interno della loro bottega. In tal modo nel passaggio dal romanico al gotico, pur sapendo dare forma e concretezza alle novità formali, la loro opera mantiene sempre retaggi degli stili precedenti.
L'ultima fase della decorazione del duomo di Modena venne realizzata da loro, tra i quali spiccò l'attività di Anselmo da Campione (attivo verso il 1165). Scolpirono il pontile nella cattedrale e ricavarono il grande rosone sulla facciata.

### Benedetto Antelami

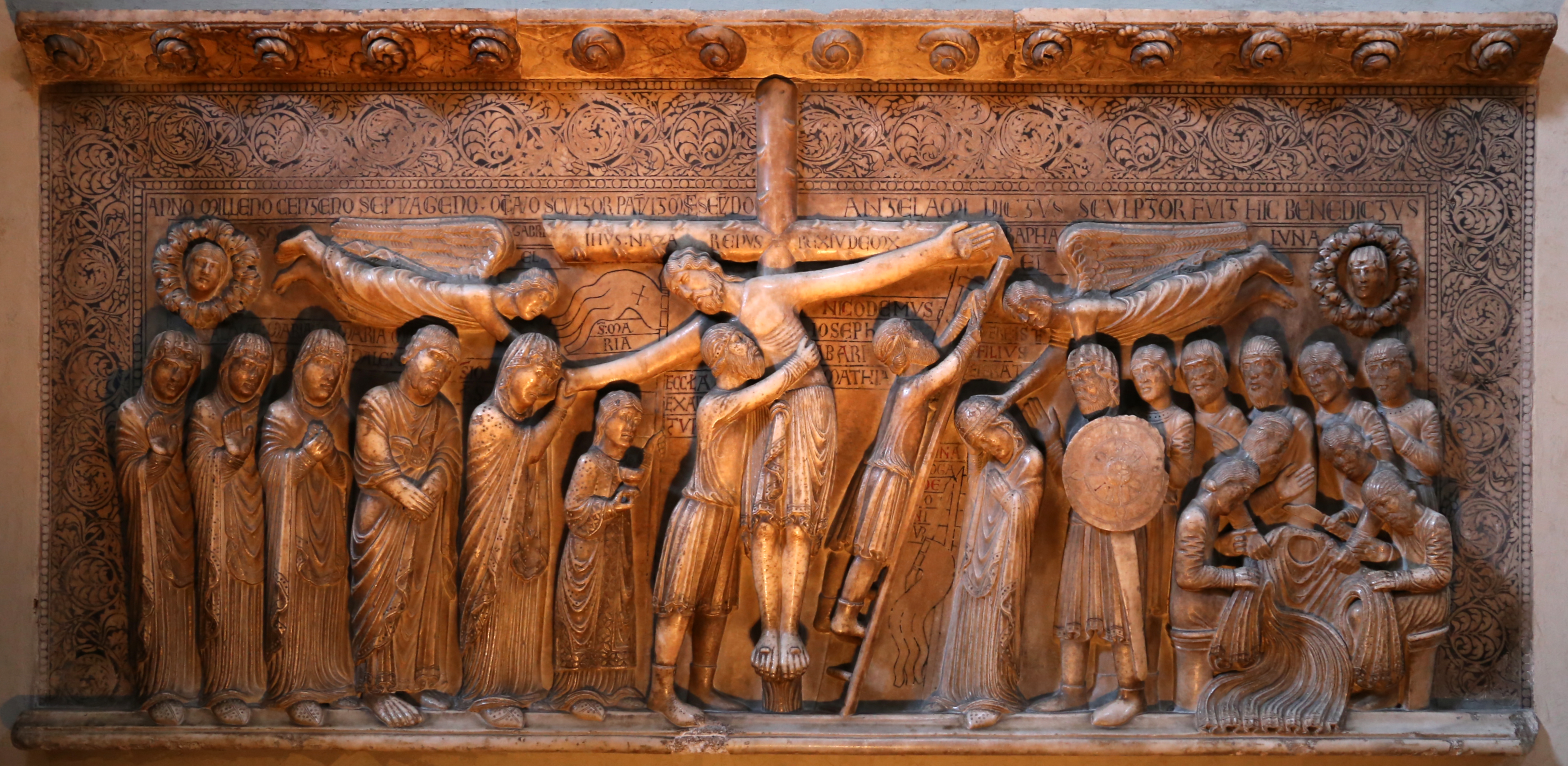
Benedetto Antelami, Deposizione, duomo di Parma

Benedetto Antelami lavorò al complesso monumentale della cattedrale di Parma almeno dal 1178, come figura nella lastra della Deposizione proveniente da un pontile smembrato. La sua attività si colloca al confine tra l'arte romanica e quella gotica, sia per datazione che per stile. Egli ebbe probabilmente modo di visitare i cantieri provenzali, forse addirittura quelli dell'Île-de-France. Nella celebre Deposizione egli raffigurò il momento nel quale il corpo di Cristo viene calato dalla croce, con vari elementi tratti dall'iconografia canonica della Crocefissione (i soldati romani con la veste di Cristo, il sole e la luna, le personificazione dell'Ecclesia e della Sinagoga, ecc.) e della Resurrezione (le tre Marie). Particolarmente raffinata è l'esecuzione ed anche il risultato nella modellazione dei corpi umani è meno tozzo delle figure di Wiligelmo. Rispetto al maestro modenese è invece inferiore la dinamica della scena, con le figure ferme in pose espressive. L'impressione di spazialità data dai due piani sovrapposti sui quali sono posti i soldati che tirano a sorte le vesti è il primo esempio del genere in Italia.
Scolpì nello stesso periodo anche la cattedra episcopale, con poderose figure altamente plastiche e dotate di un notevole espressività.
Nel 1180-1190 fu con la bottega a Fidenza dove decorò la facciata del duomo con vari rilievi, tra i quali spiccano le statue a tutto tondo dei due Profeti entro nicchie accanto al portale centrale: la ripresa della scultura a tutto tondo (sebbene in questo caso la collocazione architettonica non permetta allo spettatore di apprezzarne più punti di vista) non ha precedenti sin dalla statuaria tardo-antica, né seguito fino a Donatello.
Il suo capolavoro è il Battistero di Parma (dal 1196), forse influenzato da quello pisano, dove le sculture creano un unico insieme sia all'interno che all'esterno, con un ciclo che si può schematizzare nella trattazione della vita umana e della sua redenzione.

### Maestri toscani

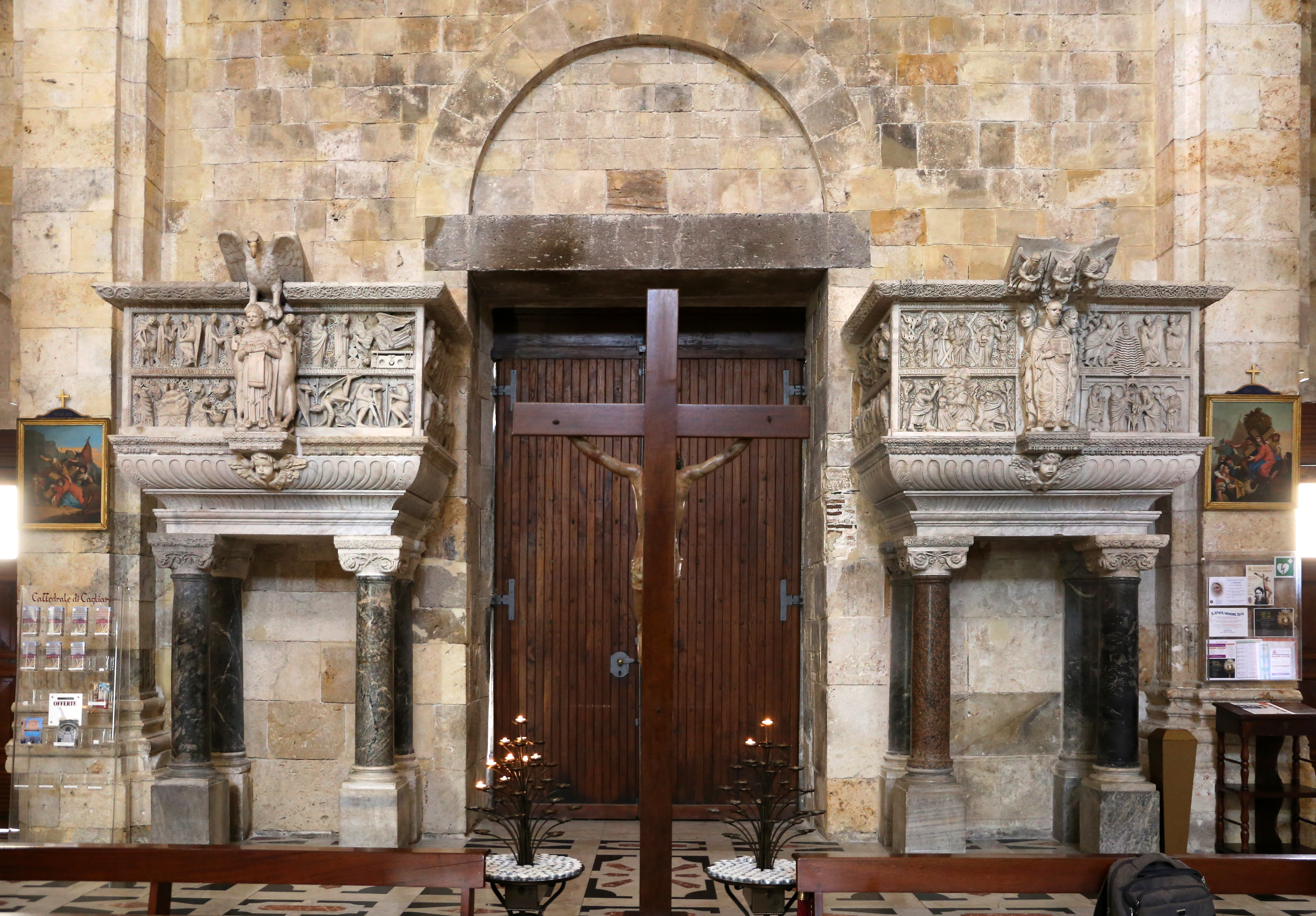
Il pulpito di Guglielmo nel duomo di Cagliari

La scuola scultorea pisana nacque a Pisa ai cantieri della cattedrale e in seguito si diffuse nelle aree confinanti ed anche oltre grazie ai fitti rapporti commerciali della Repubblica Pisana.
Maestro Guglielmo scolpì tra il 1152 e il 1162 il pulpito per il duomo di Pisa, trasportato poi a Cagliari ed oggi conservato nel duomo di Cagliari, dove sono riscontrabili influenze lombarde e provenzali (nei panneggi, nella vivace narrazione), con un forte rilievo plastico dei personaggi, che si distaccano nettamente dallo sfondo arabescato.
A Guglielmo si ispirarono i fratelli Gruamonte e Adeodato, che con Enrico scolpirono a Pistoia l'architrave del portale maggiore della chiesa di Sant'Andrea (Cavalcata e adorazione dei Magi, 1166), mentre Gruamonte da solo scolpì l'architrave della chiesa di San Bartolomeo in Pantano (1167) e della chiesa di San Giovanni Fuorcivitas.
A Gruamonte si ispirò a sua volta Biduino, autore degli Episodi evangelici per la pieve di San Casciano a Settimo presso Pisa (1180).
Verso il 1180 Bonanno Pisano fondeva le porte bronzee per il duomo di Pisa, andate distrutte in un incendio che coinvolse la facciata nel 1595, ma si salvò la porta sul retro del transetto destro detta di San Ranieri, con Storie della vita di Cristo. Nella sua opera si possono individuare influenze classiche (le rosette e i cordigli attorno ai pannelli), renane (le figure con le teste particolarmente aggettanti, come a Hildesheim) e bizantine (nell'iconografia).
Un altro autore importante fu Roberto, autore con almeno altri due maestri anonimi delle Storie di Mosè nella vasca battesimale della basilica di San Frediano a Lucca.
Sull'opera di questi maestri si innestò poi nel XIII secolo l'attività di Nicola Pisano, forse di formazione meridionale in particolare pugliese, che portò al completo rinnovamento della scultura toscana e italiana.

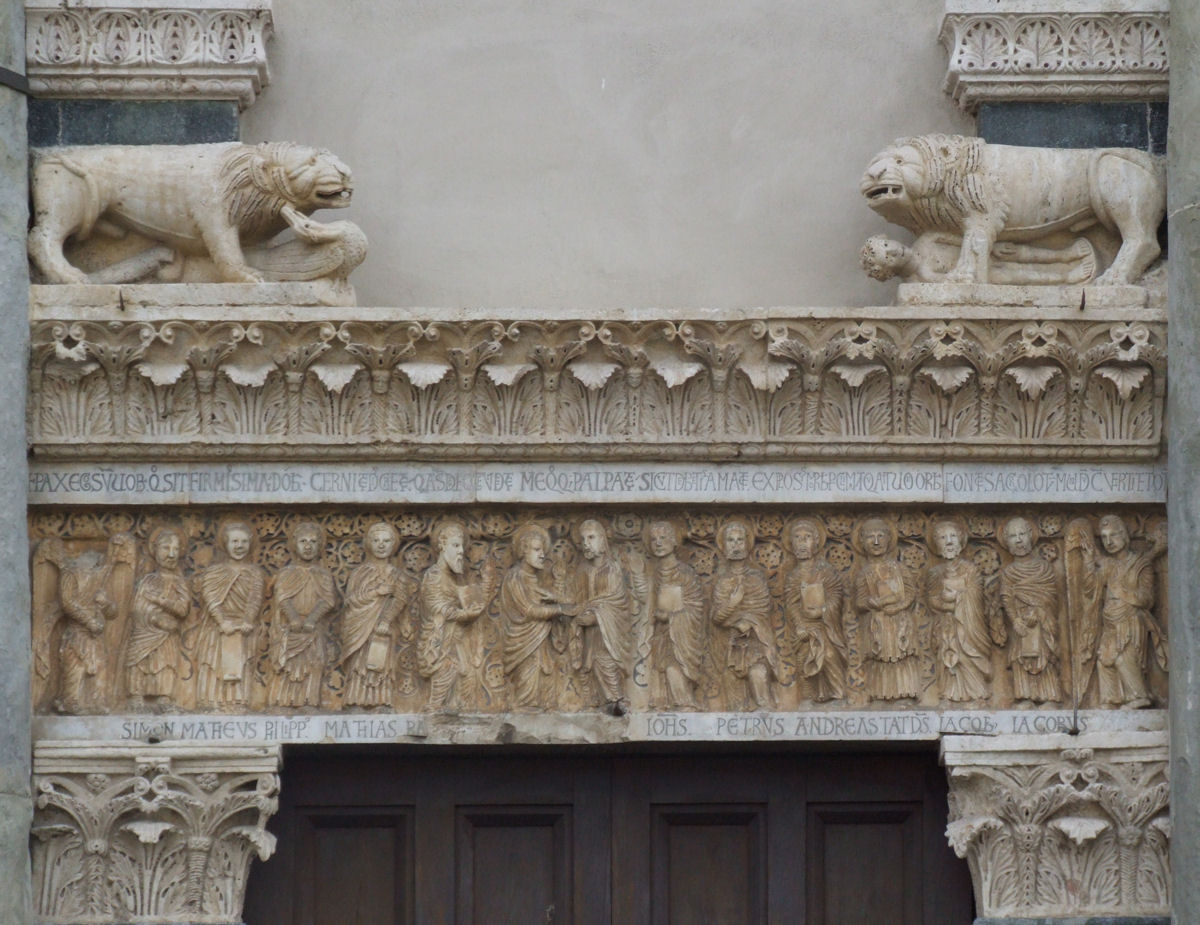
Architrave di Gruamonte, San Bartolomeo in Pantano, Pistoia
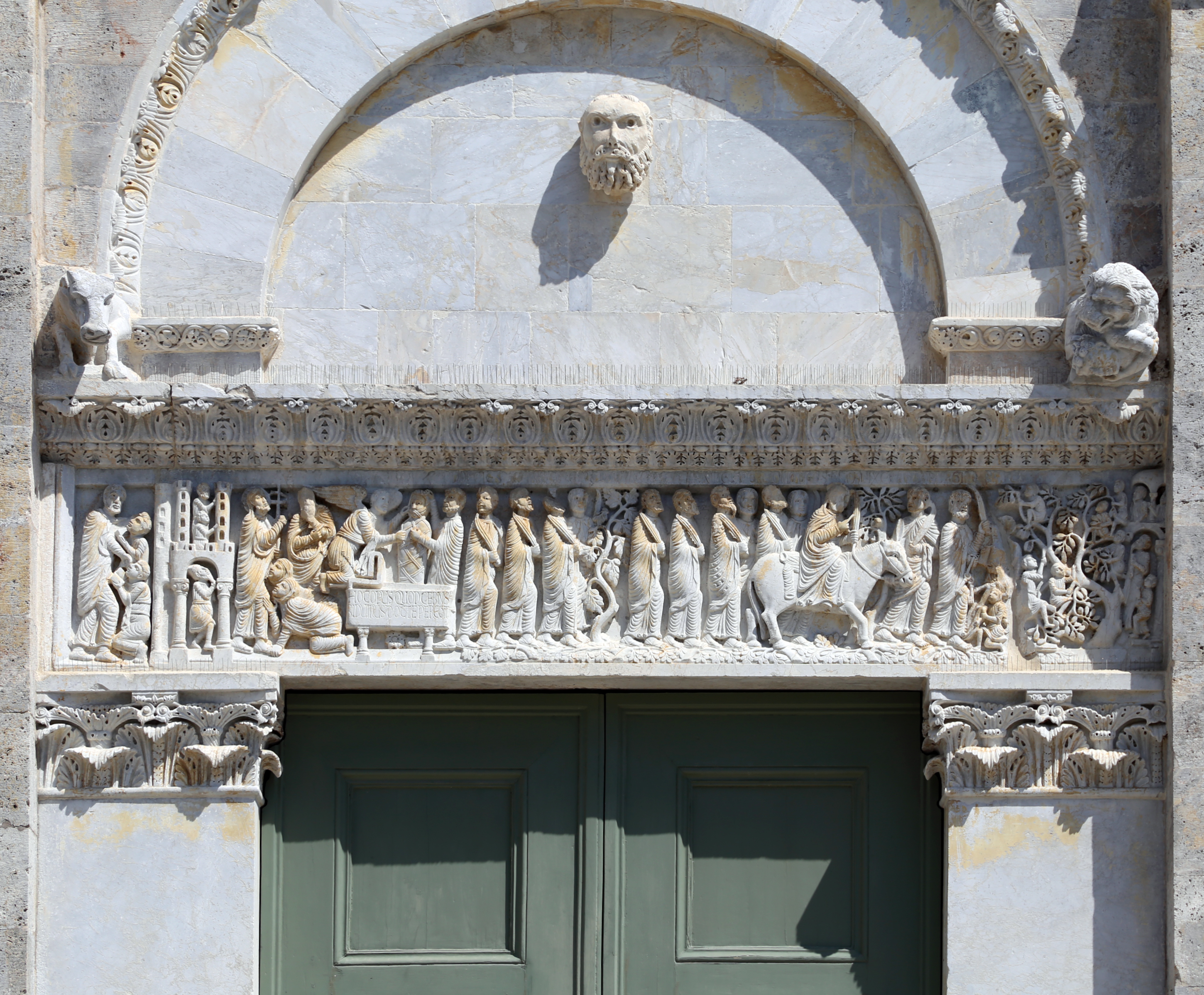
Biduino, architrave della [pieve di San Casciano a Settimo presso Pisa (1180)
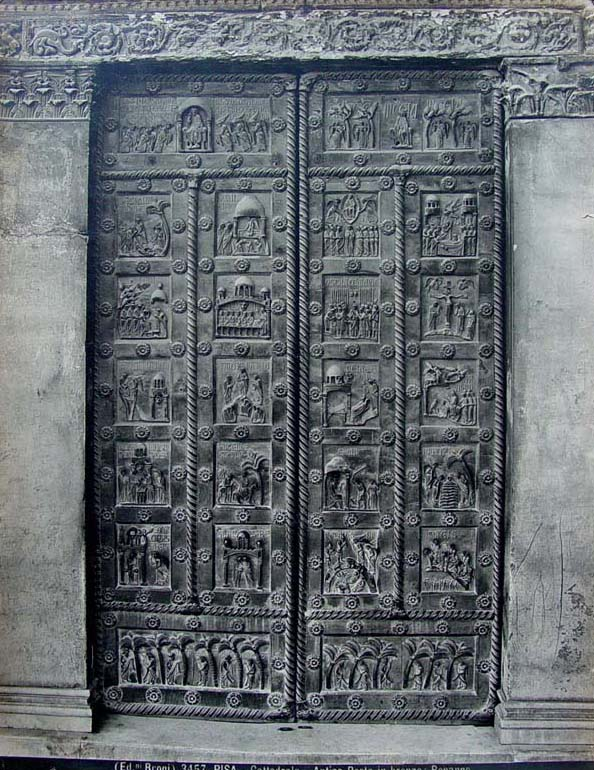
La Porta di San Ranieri di Bonanno, duomo di Pisa
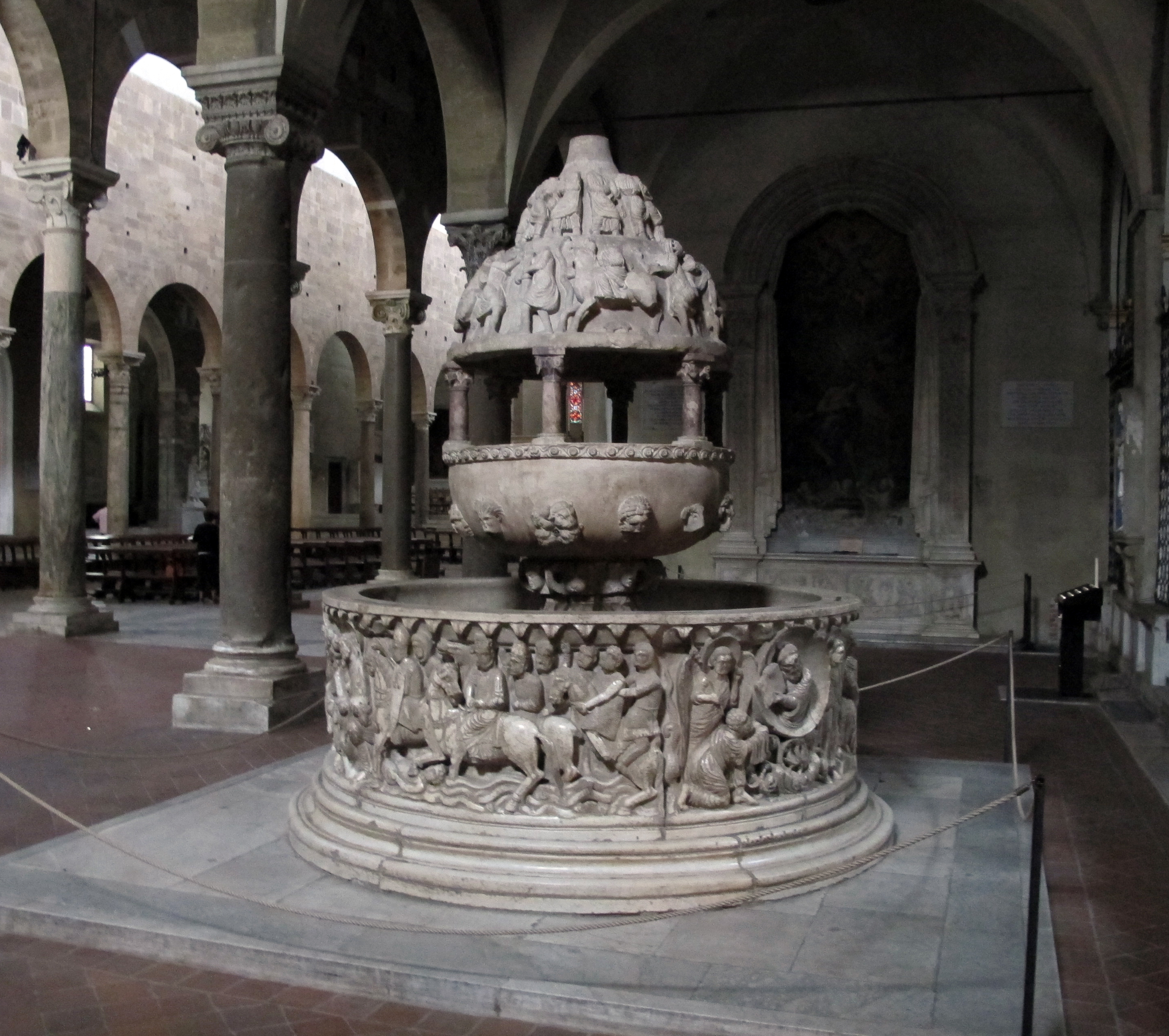
Maestrio Roberto e altri, vasca battesimale della chiesa di San Frediano, Lucca

### Italia del sud

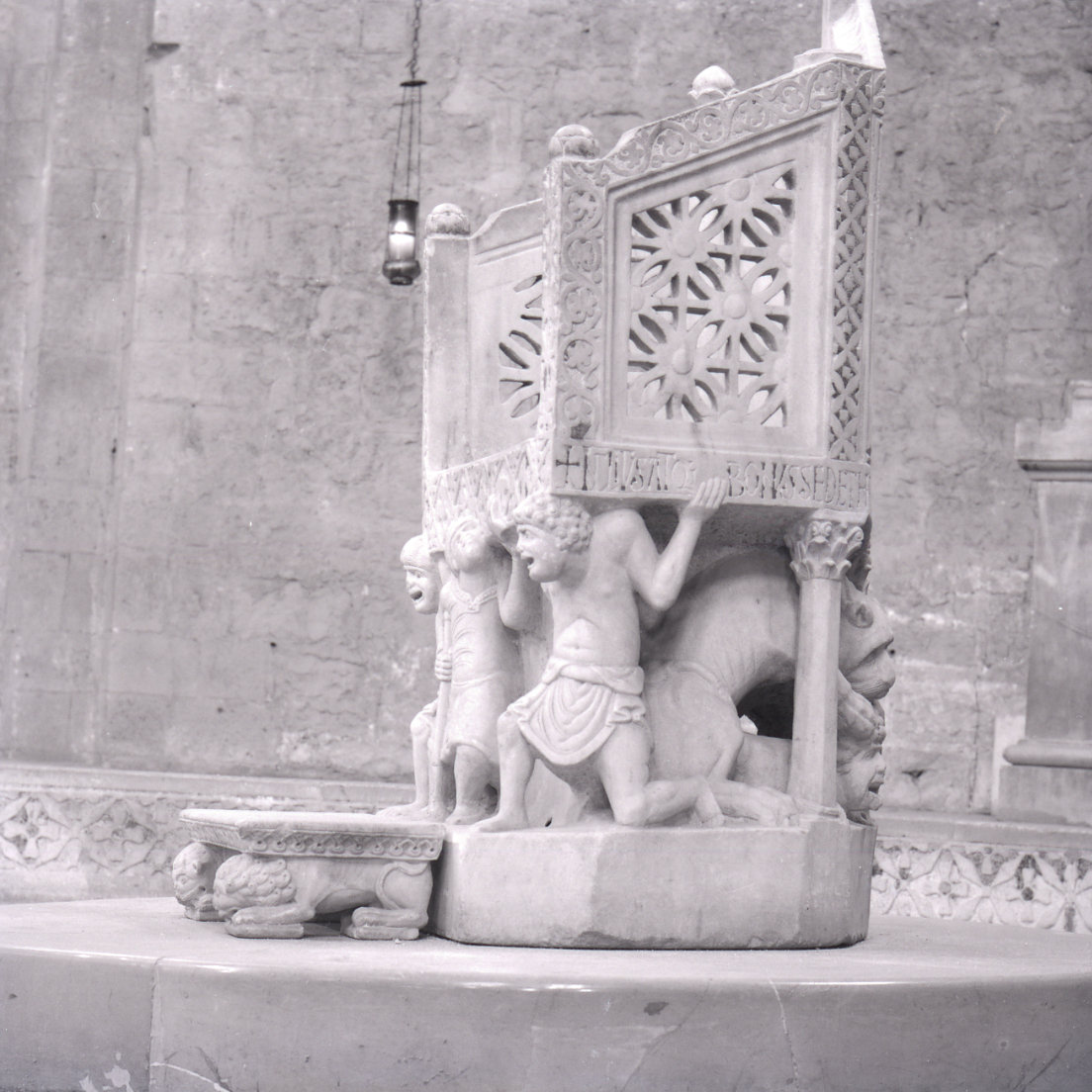
La Cattedra del vescovo Elia, Bari, San Nicola

In Campania, Abruzzo e Puglia si ebbe durante il XII secolo un'interessante produzione di pulpiti e cattedre vescovili ad opera di maestranze che recepirono vari influssi.
In Puglia restano alcune importanti testimonianze scultoree, come la cattedra vescovile del duomo di Canosa, firmata da Romoaldo e scolpita tra il 1078 e il 1089, o la cosiddetta Cattedra del vescovo Elia, nella basilica di San Nicola a Bari, risalente al 1105 circa, quindi dopo l'episcopato di Elia (verso il 1090). Nel primo, con gli elefanti che reggono la struttura soprastante, si attinse a un repertorio iconografico bizantino, mentre nel secondo, con i telamoni espressivamente piegati dallo sforzo.

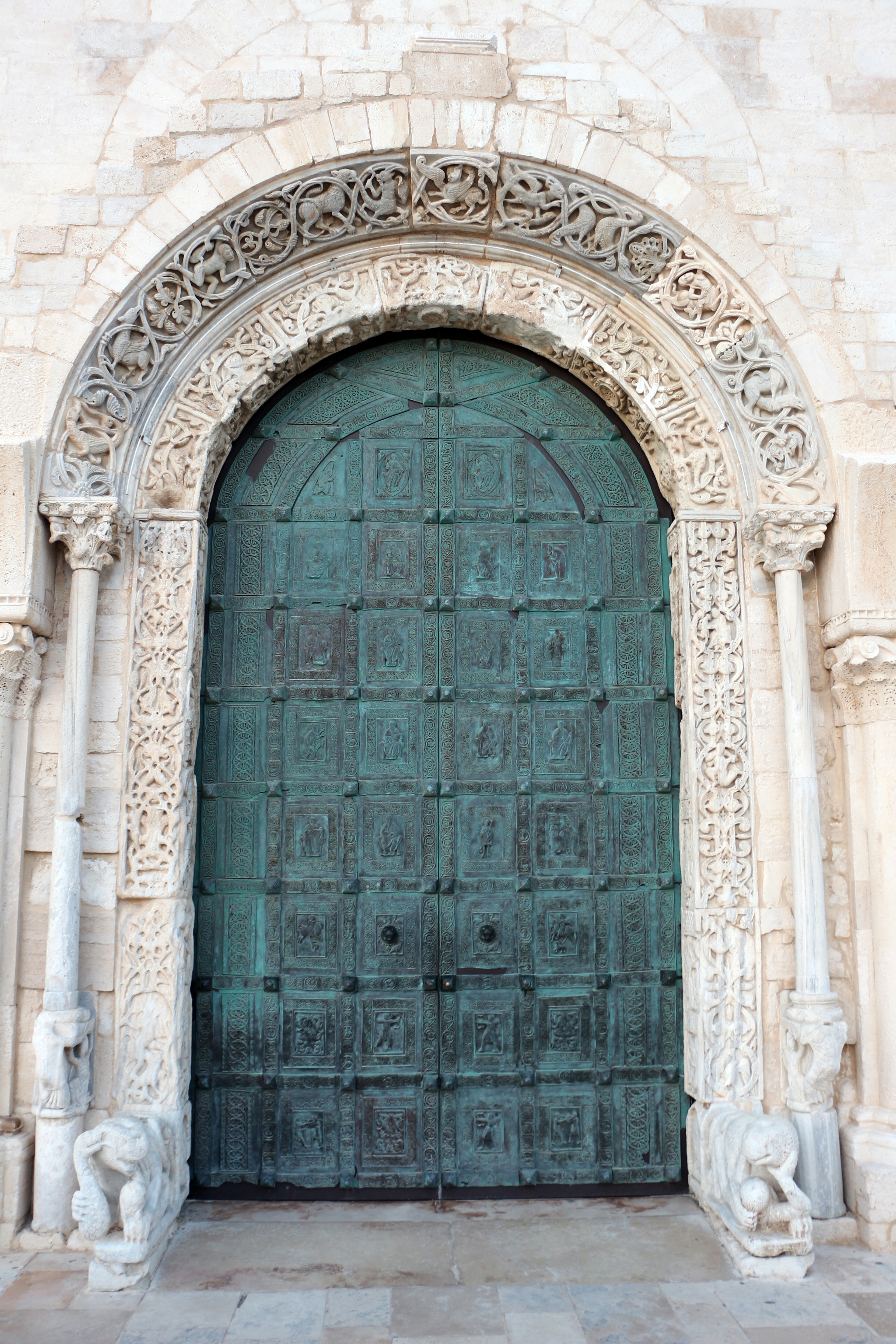
Portale della cattedrale di Trani con copia della porta di Barisano da Trani; l'originale, dopo accurato restauro, è conservato all'interno dell'edificio

Per quanto riguarda la fusione in bronzo ci è pervenuto lo straordinario esempio delle porte della cattedrale di Trani, realizzate nella seconda metà del XII secolo da Barisano da Trani, composte da cinquantaquattro formelle divise in più scene da estrose cornici e con battenti zoomorfi, ispirate a precedenti bizantini. Ventiquattro formelle presentano figure umane, quattordici portano motivi fitomorfi; sulla formella che contiene l'immagine di san Nicola Pellegrino è posta anche la firma dell'autore BARISANUS TRANENSIS. La stessa tipologia venne ripresa, senza significative variazioni, anche nelle porte del duomo di Ravello e in quelle del lato nord del duomo di Monreale, opere anche queste di Barisano da Trani.
L'ambone della cattedrale di Bitonto presenta una lastra triangolare, situata sul parapetto delle scale, che mostra gli imperatori svevi scolpiti a bassorilievo (da sinistra a destra Federico I Barbarossa, Enrico VI, Federico II e il figlio Corrado); inoltre reca l'iscrizione situata sotto il lettorino (HOC OPUS FECIT NICOLAUS/SACERDOT ET MAGISTER ANNO MILLESIMO/DUCENTESIMO VICESIMO/NONO INDICTIONIS SECUNDE), che attribuisce la scultura al prete Nicola, che partecipò anche alla costruzione del campanile della cattedrale di Trani, e ci mostra anche la data: 1229.
L'ambone nella chiesa di Santa Maria del Lago a Moscufo (PE), firmato da Nicodemo, risale al 1159 ed ha una complessa decorazione plastica a stucco: la cassa, sostenuta da colonne e archetti (alcuni dei quali trilobati alla maniera araba), presenta rilievi tra i quali spiccano alcune figure modellate quasi a tutto tondo, quali i simboli degli evangelisti, animali fantastici e un piccolo nudo su un angolo che, sebbene mutilo e un po' goffo, potrebbe essere una citazione dello Spinario ellenistico.
I monumentali pulpiti del duomo di Salerno e di Ravello, l'ambone di Ravello (XII secolo), sono tutte opere influenzate sia dai mosaici cosmateschi in auge a Roma, sia da modelli bizantini e arabi nelle complicate geometrie decorative.

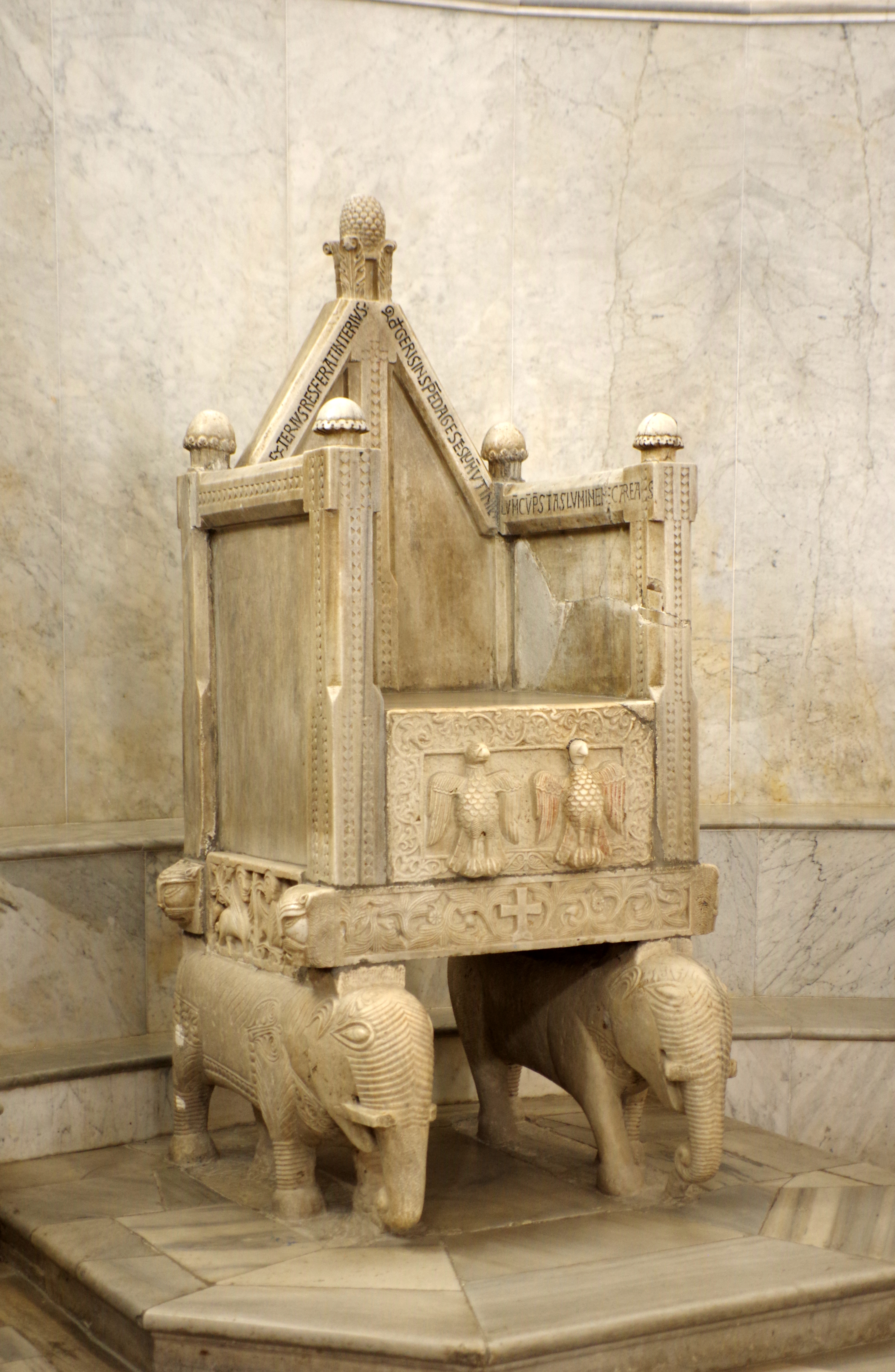
La cattedra di Canosa
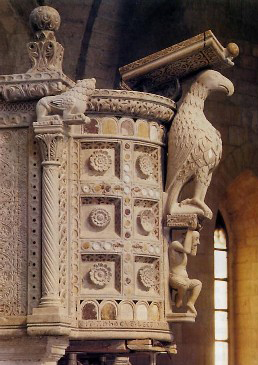
Prospetto laterale dell'ambone di Bitonto
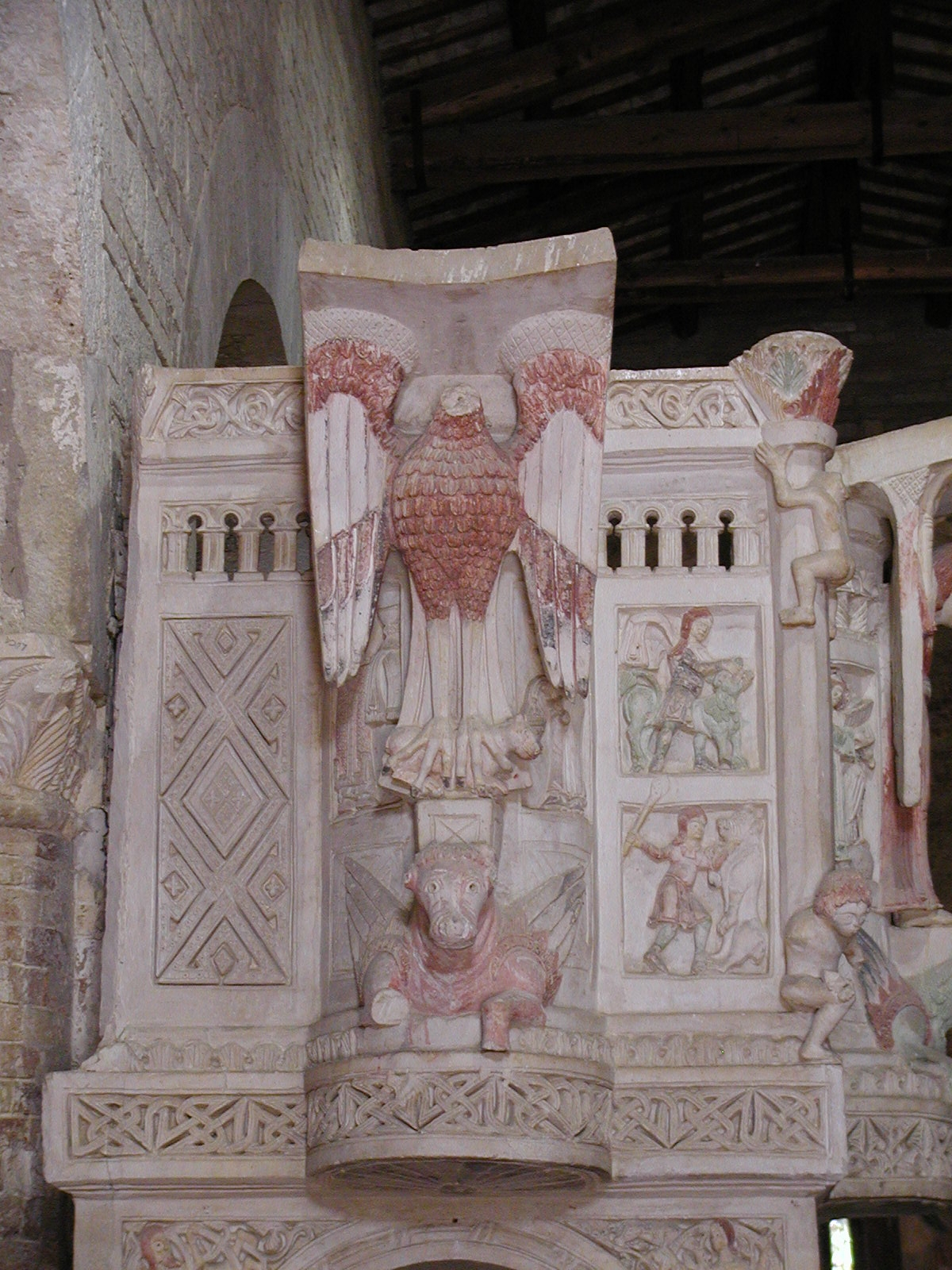
Il pulpito di Moscufo
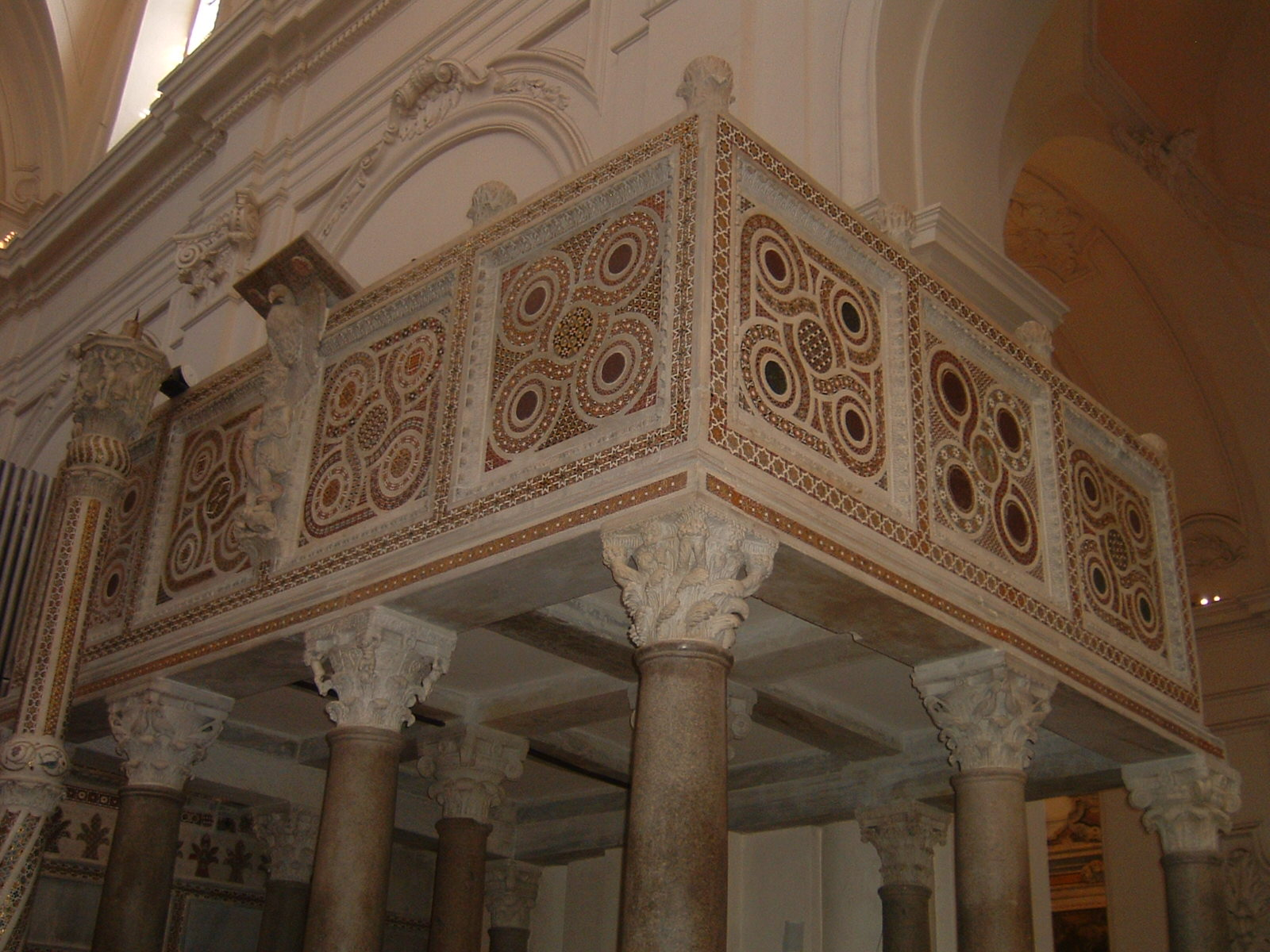
Il pulpito di Salerno
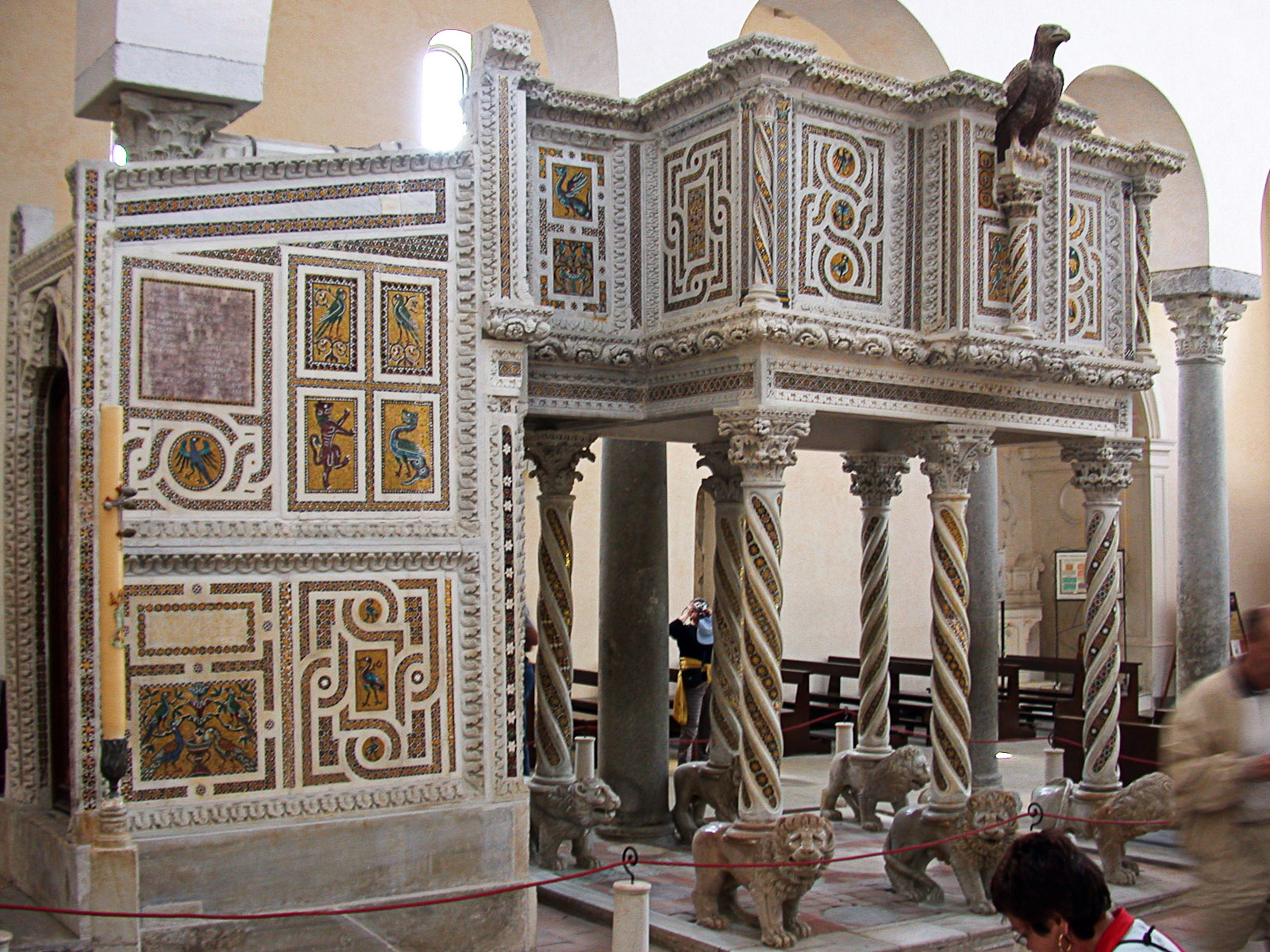
Il pulpito di Ravello
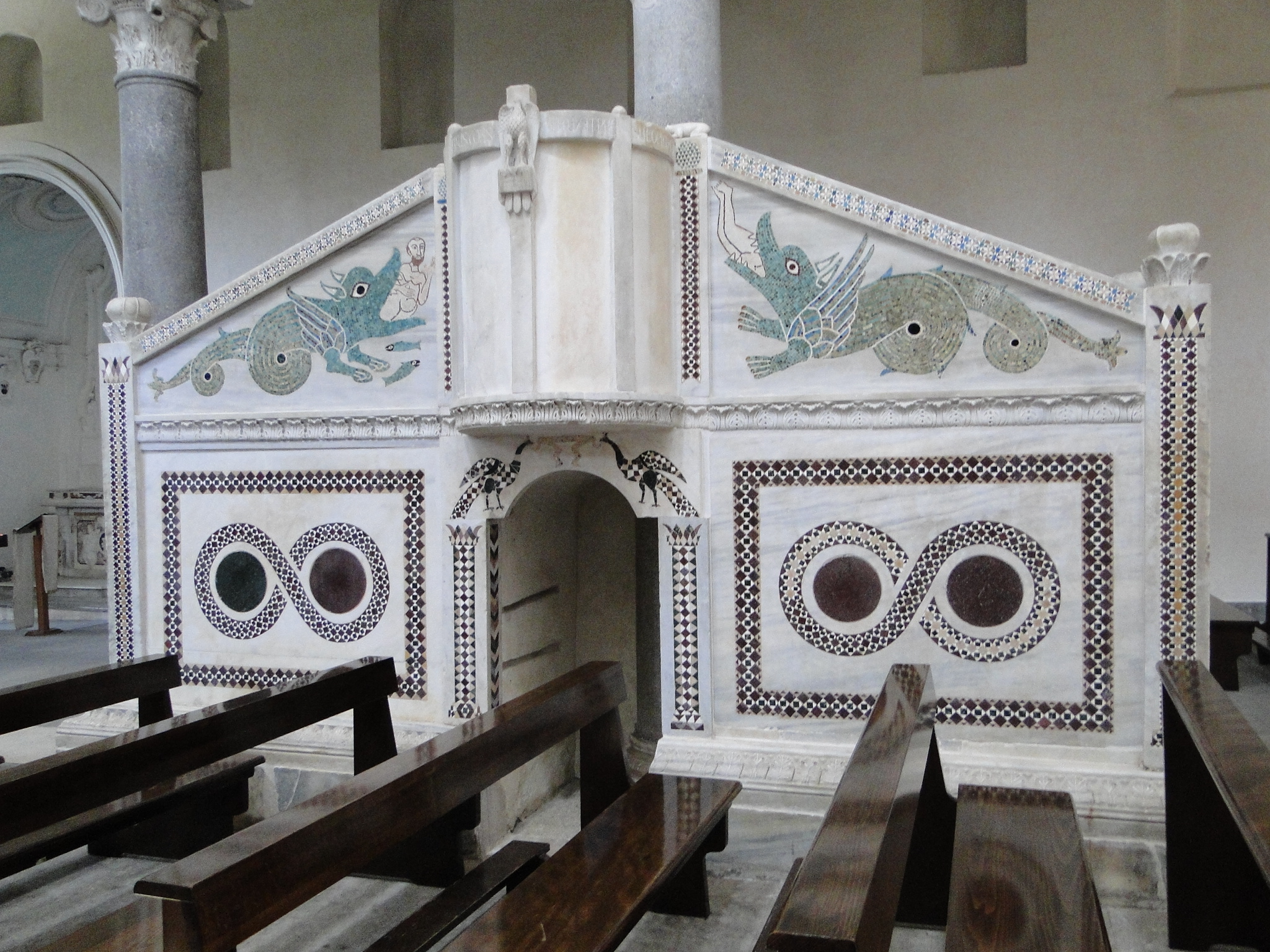
L'ambone di Ravello